# Liste des cantons français en Occitanie depuis 2015
Cet article présente et répertorie la liste des 249 cantons de la région Occitanie.

## Ariège (09) - 13 cantons
| Nom                 | Bureau centralisateur | Communes                 | Communes |
| ------------------- | --------------------- | ------------------------ | --- |
| Haute-Ariège        | Ax-les-Thermes        | 46                       | Albiès, Appy, Artigues, Ascou, Aston, Aulos-Sinsat, Axiat, Ax-les-Thermes, Bestiac, Bouan, Les Cabannes, Carcanières, Caussou, Caychax-et-Senconac, Château-Verdun, Garanou, L'Hospitalet-près-l'Andorre, Ignaux, Larcat, Larnat, Lassur, Lordat, Luzenac, Mérens-les-Vals, Mijanès, Montaillou, Orgeix, Orlu, Ornolac-Ussat-les-Bains, Pech, Perles-et-Castelet, Le Pla, Prades, Le Puch, Quérigut, Rouze, Savignac-les-Ormeaux, Sorgeat, Tignac, Unac, Urs, Ussat, Vaychis, Vèbre, Verdun, Vernaux. |
| Arize-Lèze          | Lézat-sur-Lèze        | 27                       | Artigat, La Bastide-de-Besplas, Les Bordes-sur-Arize, Camarade, Campagne-sur-Arize, Carla-Bayle, Castéras, Castex, Daumazan-sur-Arize, Durfort, Fornex, Le Fossat, Gabre, Lanoux, Lézat-sur-Lèze, Loubaut, Le Mas-d'Azil, Méras, Monesple, Montfa, Pailhès, Sabarat, Saint-Ybars, Sainte-Suzanne, Sieuras, Thouars-sur-Arize, Villeneuve-du-Latou. |
| Couserans Est       | La Bastide-de-Sérou   | 37                       | Aigues-Juntes, Aleu, Allières, Alos, Alzen, Aulus-les-Bains, La Bastide-de-Sérou, Biert, Boussenac, Cadarcet, Castelnau-Durban, Clermont, Couflens, Durban-sur-Arize, Encourtiech, Ercé, Erp, Esplas-de-Sérou, Lacourt, Larbont, Lescure, Massat, Montagagne, Montels, Montseron, Nescus, Oust, Le Port, Rimont, Rivèrenert, Seix, Sentenac-d'Oust, Sentenac-de-Sérou, Soueix-Rogalle, Soulan, Suzan, Ustou.                                                                                          |
| Couserans Ouest     | Saint-Girons          | 29                       | Antras, Argein, Arrien-en-Bethmale, Arrout, Aucazein, Audressein, Augirein, Balacet, Balaguères, Bethmale, Bonac-Irazein, Bordes-Uchentein, Buzan, Castillon-en-Couserans, Cescau, Engomer, Eycheil, Galey, Illartein, Montégut-en-Couserans, Moulis, Orgibet, Saint-Girons, Saint-Jean-du-Castillonnais, Saint-Lary, Salsein, Sentein, Sor, Villeneuve. |
| Foix                | Foix                  | 6                        | Cos, Ferrières-sur-Ariège, Foix, Ganac, Montgailhard, Saint-Pierre-de-Rivière. |
| Mirepoix            | Mirepoix              | 35                       | Aigues-Vives, La Bastide-de-Bousignac, La Bastide-sur-l'Hers, Belloc, Besset, Camon, Cazals-des-Baylès, Coutens, Dun, Esclagne, Lagarde, Lapenne, Laroque-d'Olmes, Léran, Limbrassac, Malegoude, Manses, Mirepoix, Montbel, Moulin-Neuf, Le Peyrat, Pradettes, Régat, Rieucros, Roumengoux, Saint-Félix-de-Tournegat, Saint-Julien-de-Gras-Capou, Saint-Quentin-la-Tour, Sainte-Foi, Tabre, Teilhet, Tourtrol, Troye-d'Ariège, Vals, Viviès.                                                          |
| Pamiers-1           | Pamiers               | 14 + fraction de Pamiers | Artix, Benagues, Bézac, Escosse, Lescousse, Madière, Rieux-de-Pelleport, Saint-Bauzeil, Saint-Jean-du-Falga, Saint-Martin-d'Oydes, Saint-Michel, Saint-Victor-Rouzaud, Unzent et la ppremière partie de Pamiers. |
| Pamiers-2           | Pamiers               | 7 + fraction de Pamiers  | Arvigna, Le Carlaret, Les Issards, Ludiès, Les Pujols, Saint-Amadou, La Tour-du-Crieu et la deuxième partie de Pamiers. |
| Pays d'Olmes        | Lavelanet             | 23                       | L'Aiguillon, Bélesta, Bénaix, Carla-de-Roquefort, Dreuilhe, Fougax-et-Barrineuf, Freychenet, Ilhat, Lavelanet, Lesparrou, Leychert, Lieurac, Montferrier, Montségur, Nalzen, Péreille, Raissac, Roquefixade, Roquefort-les-Cascades, Saint-Jean-d'Aigues-Vives, Sautel, Soula, Villeneuve-d'Olmes. |
| Portes d'Ariège     | Saverdun              | 16                       | La Bastide-de-Lordat, Bonnac, Brie, Canté, Esplas, Gaudiès, Justiniac, Labatut, Lissac, Mazères, Montaut, Saint-Quirc, Saverdun, Trémoulet, Le Vernet, Villeneuve-du-Paréage. |
| Portes du Couserans | Saint-Lizier          | 28                       | Bagert, Barjac, La Bastide-du-Salat, Bédeille, Betchat, Caumont, Cazavet, Cérizols, Contrazy, Fabas, Gajan, Lacave, Lasserre, Lorp-Sentaraille, Mauvezin-de-Prat, Mauvezin-de-Sainte-Croix, Mercenac, Mérigon, Montardit, Montesquieu-Avantès, Montgauch, Montjoie-en-Couserans, Prat-Bonrepaux, Saint-Lizier, Sainte-Croix-Volvestre, Taurignan-Castet, Taurignan-Vieux, Tourtouse. |
| Sabarthès           | Tarascon-sur-Ariège   | 29                       | Alliat, Arignac, Arnave, Auzat, Bédeilhac-et-Aynat, Bompas, Capoulet-et-Junac, Cazenave-Serres-et-Allens, Celles, Génat, Gestiès, Gourbit, Illier-et-Laramade, Lapège, Lercoul, Mercus-Garrabet, Miglos, Montoulieu, Niaux, Orus, Prayols, Quié, Rabat-les-Trois-Seigneurs, Saint-Paul-de-Jarrat, Saurat, Siguer, Surba, Tarascon-sur-Ariège, Val-de-Sos. |
| Val d'Ariège        | Varilhes              | 28                       | Arabaux, Baulou, Bénac, Le Bosc, Brassac, Burret, Calzan, Cazaux, Coussa, Crampagna, Dalou, Gudas, L'Herm, Loubens, Loubières, Malléon, Montégut-Plantaurel, Pradières, Saint-Félix-de-Rieutord, Saint-Jean-de-Verges, Saint-Martin-de-Caralp, Ségura, Serres-sur-Arget, Varilhes, Ventenac, Vernajoul, Verniolle, Vira. |

## Aude (11) - 19 cantons
| Nom                             | Bureau centralisateur | Communes                    | Communes |
| ------------------------------- | --------------------- | --------------------------- | --- |
| La Piège au Razès               | Bram                  | 72                          | Alaigne, Baraigne, Belflou, Bellegarde-du-Razès, Belpech, Belvèze-du-Razès, Bram, Brézilhac, Brugairolles, Cahuzac, Cailhau, Cailhavel, Cambieure, La Cassaigne, Cazalrenoux, La Courtète, Cumiès, Donazac, Escueillens-et-Saint-Just-de-Bélengard, Fajac-la-Relenque, Fanjeaux, Fenouillet-du-Razès, Ferran, Fonters-du-Razès, La Force, Gaja-la-Selve, Generville, Gourvieille, Gramazie, Hounoux, Lafage, Lasserre-de-Prouille, Laurabuc, Laurac, Lauraguel, Lignairolles, La Louvière-Lauragais, Malviès, Marquein, Mayreville, Mazerolles-du-Razès, Mézerville, Mireval-Lauragais, Molandier, Molleville, Montauriol, Montgradail, Monthaut, Orsans, Payra-sur-l'Hers, Pech-Luna, Pécharic-et-le-Py, Pexiora, Peyrefitte-sur-l'Hers, Plaigne, Plavilla, Pomy, Ribouisse, Routier, Saint-Amans, Saint-Gaudéric, Saint-Julien-de-Briola, Saint-Michel-de-Lanès, Saint-Sernin, Sainte-Camelle, Salles-sur-l'Hers, Seignalens, Villarzel-du-Razès, Villasavary, Villautou, Villepinte, Villesiscle.                                                                                                 |
| Carcassonne-1                   | Carcassonne           | Fraction de Carcassonne     | La première partie de Carcassonne. |
| Carcassonne-2                   | Carcassonne           | 8 + fraction de Carcassonne | Cavanac, Cazilhac, Couffoulens, Leuc, Mas-des-Cours, Palaja, Verzeille, Villefloure et la deuxième partie de Carcassonne. |
| Carcassonne-3                   | Carcassonne           | 6 + fraction de Carcassonne | Alairac, Lavalette, Montclar, Preixan, Rouffiac-d'Aude, Roullens et la dernière partie de Carcassonne. |
| Le Bassin chaurien              | Castelnaudary         | 22                          | Airoux, Les Cassés, Castelnaudary, Fendeille, Issel, Labastide-d'Anjou, Lasbordes, Mas-Saintes-Puelles, Montferrand, Montmaur, Peyrens, La Pomarède, Puginier, Ricaud, Saint-Martin-Lalande, Saint-Papoul, Saint-Paulet, Souilhanels, Souilhe, Soupex, Tréville, Villeneuve-la-Comptal. |
| Les Basses Plaines de l'Aude    | Coursan               | 6                           | Armissan, Coursan, Cuxac-d'Aude, Fleury, Salles-d'Aude, Vinassan. |
| Les Corbières                   | Fabrezan              | 54                          | Albas, Albières, Auriac, Bouisse, Boutenac, Camplong-d'Aude, Cascastel-des-Corbières, Coustouge, Cucugnan, Davejean, Dernacueillette, Duilhac-sous-Peyrepertuse, Durban-Corbières, Embres-et-Castelmaure, Fabrezan, Félines-Termenès, Ferrals-les-Corbières, Fontcouverte, Fontjoncouse, Fraissé-des-Corbières, Jonquières, Lagrasse, Lairière, Lanet, Laroque-de-Fa, Luc-sur-Orbieu, Maisons, Massac, Montgaillard, Montjoi, Montséret, Mouthoumet, Padern, Palairac, Paziols, Quintillan, Ribaute, Rouffiac-des-Corbières, Saint-André-de-Roquelongue, Saint-Jean-de-Barrou, Saint-Laurent-de-la-Cabrerisse, Saint-Martin-des-Puits, Saint-Pierre-des-Champs, Salza, Soulatgé, Talairan, Termes, Thézan-des-Corbières, Tournissan, Tuchan, Vignevieille, Villeneuve-les-Corbières, Villerouge-Termenès, Villesèque-des-Corbières. |
| Le Lézignanais                  | Lézignan-Corbières    | 10                          | Argens-Minervois, Castelnau-d'Aude, Conilhac-Corbières, Cruscades, Escales, Homps, Lézignan-Corbières, Montbrun-des-Corbières, Ornaisons, Tourouzelle. |
| La Région Limouxine             | Limoux                | 35                          | Ajac, Alet-les-Bains, Belcastel-et-Buc, La Bezole, Bouriège, Bourigeole, Castelreng, Caunette-sur-Lauquet, Cépie, Clermont-sur-Lauquet, Cournanel, La Digne-d'Amont, La Digne-d'Aval, Festes-et-Saint-André, Gaja-et-Villedieu, Gardie, Greffeil, Ladern-sur-Lauquet, Limoux, Loupia, Magrie, Malras, Pauligne, Pieusse, Pomas, Saint-Couat-du-Razès, Saint-Hilaire, Saint-Martin-de-Villereglan, Saint-Polycarpe, Tourreilles, Véraza, Villar-Saint-Anselme, Villardebelle, Villebazy, Villelongue-d'Aude. |
| La Malepère à la Montagne Noire | Montréal              | 27                          | Alzonne, Arzens, Brousses-et-Villaret, Les Brunels, Carlipa, Caux-et-Sauzens, Cenne-Monestiés, Cuxac-Cabardès, Fontiers-Cabardès, Fraisse-Cabardès, Labécède-Lauragais, Lacombe, Laprade, Montolieu, Montréal, Moussoulens, Pezens, Raissac-sur-Lampy, Saint-Denis, Saint-Martin-le-Vieil, Sainte-Eulalie, Saissac, Verdun-en-Lauragais, Villemagne, Villeneuve-lès-Montréal, Villesèquelande, Villespy. |
| Narbonne-1                      | Narbonne              | 4 + fraction de Narbonne    | Bizanet, Montredon-des-Corbières, Névian, Villedaigne et la première partie de Narbonne. |
| Narbonne-2                      | Narbonne              | 2 + fraction de Narbonne    | Bages, Gruissan et la deuxième partie de Narbonne. |
| Narbonne-3                      | Narbonne              | Fraction de Narbonne        | La dernière partie de Narbonne. |
| La Haute-Vallée de l'Aude       | Quillan               | 82                          | Antugnac, Arques, Artigues, Aunat, Axat, Belcaire, Belfort-sur-Rebenty, Belvianes-et-Cavirac, Belvis, Bessède-de-Sault, Le Bousquet, Bugarach, Cailla, Campagna-de-Sault, Campagne-sur-Aude, Camps-sur-l'Agly, Camurac, Cassaignes, Chalabre, Le Clat, Comus, Corbières, Coudons, Couiza, Counozouls, Courtauly, Coustaussa, Cubières-sur-Cinoble, Escouloubre, Espéraza, Espezel, La Fajolle, Fontanès-de-Sault, Fourtou, Galinagues, Gincla, Ginoles, Granès, Joucou, Luc-sur-Aude, Marsa, Mazuby, Mérial, Missègre, Montazels, Montfort-sur-Boulzane, Montjardin, Nébias, Niort-de-Sault, Peyrefitte-du-Razès, Peyrolles, Puilaurens, Puivert, Quillan, Quirbajou, Rennes-le-Château, Rennes-les-Bains, Rivel, Rodome, Roquefeuil, Roquefort-de-Sault, Roquetaillade-et-Conilhac, Saint-Benoît, Saint-Ferriol, Saint-Julia-de-Bec, Saint-Just-et-le-Bézu, Saint-Louis-et-Parahou, Saint-Martin-Lys, Sainte-Colombe-sur-Guette, Sainte-Colombe-sur-l'Hers, Salvezines, La Serpent, Serres, Sonnac-sur-l'Hers, Sougraigne, Terroles, Tréziers, Val-de-Lambronne, Val-du-Faby, Valmigère, Villefort. |
| Le Haut-Minervois               | Rieux-Minervois       | 23                          | Aigues-Vives, Azille, Bagnoles, Cabrespine, Castans, Caunes-Minervois, Citou, Laure-Minervois, Lespinassière, Limousis, Pépieux, Peyriac-Minervois, Puichéric, La Redorte, Rieux-Minervois, Rustiques, Saint-Frichoux, Sallèles-Cabardès, Trassanel, Trausse, Villarzel-Cabardès, Villegly, Villeneuve-Minervois. |
| Le Sud-Minervois                | Sallèles-d'Aude       | 18                          | Argeliers, Bize-Minervois, Canet, Ginestas, Mailhac, Marcorignan, Mirepeisset, Moussan, Ouveillan, Paraza, Pouzols-Minervois, Raissac-d'Aude, Roubia, Saint-Marcel-sur-Aude, Saint-Nazaire-d'Aude, Sainte-Valière, Sallèles-d'Aude, Ventenac-en-Minervois. |
| Les Corbières Méditerranée      | Sigean                | 11                          | Caves, Feuilla, Fitou, Leucate, La Palme, Peyriac-de-Mer, Port-la-Nouvelle, Portel-des-Corbières, Roquefort-des-Corbières, Sigean, Treilles. |
| La Montagne d'Alaric            | Trèbes                | 29                          | Arquettes-en-Val, Badens, Barbaira, Berriac, Blomac, Bouilhonnac, Capendu, Caunettes-en-Val, Comigne, Douzens, Fajac-en-Val, Floure, Fontiès-d'Aude, Labastide-en-Val, Marseillette, Mayronnes, Montirat, Monze, Moux, Rieux-en-Val, Roquecourbe-Minervois, Saint-Couat-d'Aude, Serviès-en-Val, Taurize, Trèbes, Val-de-Dagne, Villar-en-Val, Villedubert, Villetritouls. |
| La Vallée de l'Orbiel           | Villemoustaussou      | 22                          | Aragon, Caudebronde, Conques-sur-Orbiel, Fournes-Cabardès, Les Ilhes, Labastide-Esparbairenque, Lastours, Malves-en-Minervois, Les Martys, Mas-Cabardès, Miraval-Cabardes, Pennautier, Pradelles-Cabardès, Roquefère, Salsigne, La Tourette-Cabardès, Ventenac-Cabardès, Villalier, Villanière, Villardonnel, Villegailhenc, Villemoustaussou. |

## Aveyron (12) - 23 cantons
| Nom                            | Bureau centralisateur          | Communes               | Communes |
| ------------------------------ | ------------------------------ | ---------------------- | --- |
| Aubrac et Carladez             | Laguiole                       | 21                     | Argences-en-Aubrac, Brommat, Campouriez, Cantoin, Cassuéjouls, Condom-d'Aubrac, Curières, Florentin-la-Capelle, Huparlac, Lacroix-Barrez, Laguiole, Montézic, Montpeyroux, Mur-de-Barrez, Murols, Saint-Amans-des-Cots, Saint-Chély-d'Aubrac, Saint-Symphorien-de-Thénières, Soulages-Bonneval, Taussac, Thérondels. |
| Aveyron et Tarn                | Rieupeyroux                    | 17                     | Le Bas-Ségala, Bor-et-Bar, La Capelle-Bleys, Castelmary, Crespin, La Fouillade, Lescure-Jaoul, Lunac, Monteils, Morlhon-le-Haut, Najac, Prévinquières, Rieupeyroux, Saint-André-de-Najac, La Salvetat-Peyralès, Sanvensa, Tayrac. |
| Causse-Comtal                  | Sébazac-Concourès              | 7                      | Agen-d'Aveyron, Bozouls, Gabriac, La Loubière, Montrozier, Rodelle, Sébazac-Concourès. |
| Causses-Rougiers               | La Cavalerie                   | 43                     | Arnac-sur-Dourdou, Balaguier-sur-Rance, La Bastide-Solages, Belmont-sur-Rance, Brasc, Brusque, Camarès, La Cavalerie, Le Clapier, Combret, Cornus, Coupiac, La Couvertoirade, Fayet, Fondamente, Gissac, L'Hospitalet-du-Larzac, Lapanouse-de-Cernon, Laval-Roquecezière, Marnhagues-et-Latour, Martrin, Mélagues, Montagnol, Montclar, Montfranc, Montlaur, Mounes-Prohencoux, Murasson, Peux-et-Couffouleux, Plaisance, Pousthomy, Rebourguil, Saint-Beaulize, Saint-Jean-et-Saint-Paul, Saint-Juéry, Saint-Sernin-sur-Rance, Saint-Sever-du-Moustier, Sainte-Eulalie-de-Cernon, Sauclières, La Serre, Sylvanès, Tauriac-de-Camarès, Viala-du-Pas-de-Jaux. |
| Ceor-Ségala                    | Baraqueville                   | 18                     | Baraqueville, Boussac, Cabanès, Camboulazet, Camjac, Castanet, Centrès, Colombiès, Gramond, Manhac, Meljac, Moyrazès, Naucelle, Pradinas, Quins, Saint-Just-sur-Viaur, Sauveterre-de-Rouergue, Tauriac-de-Naucelle. |
| Enne et Alzou                  | Aubin                          | 11                     | Anglars-Saint-Félix, Aubin, Auzits, Belcastel, Bournazel, Cransac-les-Thermes, Escandolières, Firmi, Goutrens, Mayran, Rignac. |
| Lot et Dourdou                 | Decazeville                    | 11                     | Almont-les-Junies, Boisse-Penchot, Conques-en-Rouergue, Decazeville, Flagnac, Livinhac-le-Haut, Saint-Félix-de-Lunel, Saint-Parthem, Saint-Santin, Sénergues, Viviez. |
| Lot et Montbazinois            | Capdenac-Gare                  | 16                     | Les Albres, Asprières, Balaguier-d'Olt, Bouillac, Capdenac-Gare, Causse-et-Diège, Foissac, Galgan, Lugan, Montbazens, Naussac, Peyrusse-le-Roc, Roussennac, Salles-Courbatiès, Sonnac, Valzergues. |
| Lot et Palanges                | Saint-Geniez-d'Olt-et-d'Aubrac | 13                     | Bertholène, Castelnau-de-Mandailles, Gaillac-d'Aveyron, Laissac-Sévérac-l'Église, Lassouts, Palmas-d'Aveyron, Pierrefiche, Pomayrols, Prades-d'Aubrac, Saint-Côme-d'Olt, Saint-Geniez-d'Olt-et-d'Aubrac, Sainte-Eulalie-d'Olt, Vimenet. |
| Lot et Truyère                 | Espalion                       | 14                     | Bessuéjouls, Campuac, Le Cayrol, Coubisou, Entraygues-sur-Truyère, Espalion, Espeyrac, Estaing, Le Fel, Golinhac, Le Nayrac, Saint-Hippolyte, Sébrazac, Villecomtal. |
| Millau-1                       | Millau                         | 3 + fraction de Millau | Comprégnac, Creissels, Saint-Georges-de-Luzençon et la première partie de Millau. |
| Millau-2                       | Millau                         | 5 + fraction de Millau | Aguessac, Compeyre, Nant, Paulhe, Saint-Jean-du-Bruel et la seconde partie de Millau. |
| Monts du Réquistanais          | Réquista                       | 14                     | Arvieu, Auriac-Lagast, Calmont, Cassagnes-Bégonhès, Comps-la-Grand-Ville, Connac, Durenque, Lédergues, Réquista, Rullac-Saint-Cirq, Saint-Jean-Delnous, Sainte-Juliette-sur-Viaur, Salmiech, La Selve. |
| Nord-Lévezou                   | Luc-la-Primaube                | 4                      | Flavin, Luc-la-Primaube, Olemps, Sainte-Radegonde. |
| Raspes et Lévezou              | Pont-de-Salars                 | 22                     | Alrance, Arques, Ayssènes, Broquiès, Brousse-le-Château, Canet-de-Salars, Les Costes-Gozon, Curan, Lestrade-et-Thouels, Pont-de-Salars, Prades-Salars, Saint-Laurent-de-Lévézou, Saint-Léons, Saint-Rome-de-Tarn, Saint-Victor-et-Melvieu, Salles-Curan, Ségur, Trémouilles, Le Truel, Vézins-de-Lévézou, Le Vibal, Villefranche-de-Panat. |
| Rodez-1                        | Rodez                          | Fraction de Rodez      | La première partie de Rodez. |
| Rodez-2                        | Rodez                          | 1 + fraction de Rodez  | Le Monastère et la deuxième partie de Rodez. |
| Rodez-Onet                     | Rodez                          | 1 + fraction de Rodez  | Onet-le-Château et la dernière partie de Rodez. |
| Saint-Affrique                 | Saint-Affrique                 | 11                     | La Bastide-Pradines, Calmels-et-le-Viala, Roquefort-sur-Soulzon, Saint-Affrique, Saint-Félix-de-Sorgues, Saint-Izaire, Saint-Jean-d'Alcapiès, Saint-Rome-de-Cernon, Tournemire, Vabres-l'Abbaye, Versols-et-Lapeyre. |
| Tarn et Causses                | Sévérac-d'Aveyron              | 18                     | Campagnac, La Capelle-Bonance, Castelnau-Pégayrols, La Cresse, Montjaux, Mostuéjouls, Peyreleau, Rivière-sur-Tarn, La Roque-Sainte-Marguerite, Saint-André-de-Vézines, Saint-Beauzély, Saint-Laurent-d'Olt, Saint-Martin-de-Lenne, Saint-Saturnin-de-Lenne, Sévérac-d'Aveyron, Verrières, Veyreau, Viala-du-Tarn. |
| Vallon                         | Salles-la-Source               | 10                     | Clairvaux-d'Aveyron, Druelle Balsac, Marcillac-Vallon, Mouret, Muret-le-Château, Nauviale, Pruines, Saint-Christophe-Vallon, Salles-la-Source, Valady. |
| Villefranche-de-Rouergue       | Villefranche-de-Rouergue       | 3                      | La Rouquette, Vailhourles, Villefranche-de-Rouergue. |
| Villeneuvois et Villefranchois | Villeneuve                     | 20                     | Ambeyrac, Brandonnet, La Capelle-Balaguier, Compolibat, Drulhe, Lanuéjouls, Maleville, Martiel, Montsalès, Ols-et-Rinhodes, Privezac, Saint-Igest, Saint-Rémy, Sainte-Croix, Salvagnac-Cajarc, Saujac, Savignac, Toulonjac, Vaureilles, Villeneuve. |

## Gard (30) - 23 cantons
| Nom                    | Bureau centralisateur  | Communes              | Communes |
| ---------------------- | ---------------------- | --------------------- | --- |
| Aigues-Mortes          | Aigues-Mortes          | 7                     | Aigues-Mortes, Aimargues, Aubais, Le Cailar, Gallargues-le-Montueux, Le Grau-du-Roi, Saint-Laurent-d'Aigouze. |
| Alès-1                 | Alès                   | 7 + fraction d'Alès   | Anduze, Bagard, Boisset-et-Gaujac, Générargues, Ribaute-les-Tavernes, Saint-Christol-lez-Alès, Saint-Jean-du-Pin et la première partie d'Alès. |
| Alès-2                 | Alès                   | 14 + fraction d'Alès  | Belvézet, Bouquet, Brouzet-lès-Alès, Fons-sur-Lussan, Lussan, Mons, Les Plans, Saint-Just-et-Vacquières, Saint-Martin-de-Valgalgues, Saint-Privat-des-Vieux, Salindres, Servas, Seynes, Vallérargues et la deuxième partie d'Alès. |
| Alès-3                 | Alès                   | 13 + fraction d'Alès  | Castelnau-Valence, Deaux, Euzet, Martignargues, Méjannes-lès-Alès, Monteils, Saint-Césaire-de-Gauzignan, Saint-Étienne-de-l'Olm, Saint-Hilaire-de-Brethmas, Saint-Hippolyte-de-Caton, Saint-Jean-de-Ceyrargues, Saint-Maurice-de-Cazevieille, Vézénobres et la dernière partie d'Alès. |
| Bagnols-sur-Cèze       | Bagnols-sur-Cèze       | 11                    | Bagnols-sur-Cèze, Cavillargues, Chusclan, Connaux, Gaujac, Orsan, Le Pin, Sabran, Saint-Étienne-des-Sorts, Saint-Pons-la-Calm, Tresques. |
| Beaucaire              | Beaucaire              | 7                     | Aramon, Beaucaire, Bellegarde, Comps, Fourques, Jonquières-Saint-Vincent, Vallabrègues. |
| Calvisson              | Calvisson              | 28                    | Aspères, Aujargues, Boissières, Calvisson, Cannes-et-Clairan, Combas, Congénies, Crespian, Fons, Fontanès, Gajan, Junas, Lecques, Montignargues, Montmirat, Montpezat, Nages-et-Solorgues, Parignargues, La Rouvière, Saint-Bauzély, Saint-Clément, Saint-Geniès-de-Malgoirès, Saint-Mamert-du-Gard, Salinelles, Sauzet, Sommières, Souvignargues, Villevieille. |
| La Grand-Combe         | La Grand-Combe         | 27                    | Aujac, Bonnevaux, Branoux-les-Taillades, Cendras, Chambon, Chamborigaud, Concoules, Génolhac, La Grand-Combe, Lamelouze, Laval-Pradel, Malons-et-Elze, Mialet, Ponteils-et-Brésis, Portes, Saint-Bonnet-de-Salendrinque, Saint-Jean-du-Gard, Saint-Paul-la-Coste, Saint-Sébastien-d'Aigrefeuille, Sainte-Cécile-d'Andorge, Sainte-Croix-de-Caderle, Les Salles-du-Gardon, Sénéchas, Soustelle, Thoiras-Corbès, Vabres, La Vernarède. |
| Marguerittes           | Marguerittes           | 7                     | Bouillargues, Caissargues, Garons, Manduel, Marguerittes, Poulx, Rodilhan. |
| Nîmes-1                | Nîmes                  | Fraction de Nîmes     | La première partie de Nîmes. |
| Nîmes-2                | Nîmes                  | Fraction de Nîmes     | La deuxième partie de Nîmes. |
| Nîmes-3                | Nîmes                  | Fraction de Nîmes     | La troisième partie de Nîmes. |
| Nîmes-4                | Nîmes                  | Fraction de Nîmes     | La quatrième partie de Nîmes. |
| Pont-Saint-Esprit      | Pont-Saint-Esprit      | 24                    | Aiguèze, Carsan, Cornillon, Le Garn, Goudargues, Issirac, Laval-Saint-Roman, Montclus, Pont-Saint-Esprit, La Roque-sur-Cèze, Saint-Alexandre, Saint-André-de-Roquepertuis, Saint-André-d'Olérargues, Saint-Christol-de-Rodières, Saint-Gervais, Saint-Julien-de-Peyrolas, Saint-Laurent-de-Carnols, Saint-Marcel-de-Careiret, Saint-Michel-d'Euzet, Saint-Nazaire, Saint-Paulet-de-Caisson, Salazac, Vénéjan, Verfeuil. |
| Quissac                | Quissac                | 44                    | Aigremont, Boucoiran-et-Nozières, Bragassargues, Brignon, Brouzet-lès-Quissac, Canaules-et-Argentières, Cardet, Carnas, Cassagnoles, Colognac, Corconne, Cros, Cruviers-Lascours, Domessargues, Durfort-et-Saint-Martin-de-Sossenac, Fressac, Gailhan, Lédignan, Lézan, Liouc, Logrian-Florian, Maruéjols-lès-Gardon, Massanes, Massillargues-Attuech, Mauressargues, Monoblet, Montagnac, Moulézan, Moussac, Ners, Orthoux-Sérignac-Quilhan, Puechredon, Quissac, Saint-Bénézet, Saint-Félix-de-Pallières, Saint-Jean-de-Crieulon, Saint-Jean-de-Serres, Saint-Nazaire-des-Gardies, Saint-Théodorit, Sardan, Sauve, Savignargues, Tornac, Vic-le-Fesq. |
| Redessan               | Redessan               | 21                    | Argilliers, Bezouce, Cabrières, Castillon-du-Gard, Collias, Domazan, Estézargues, Fournès, Lédenon, Meynes, Montfrin, Pouzilhac, Redessan, Remoulins, Saint-Bonnet-du-Gard, Saint-Gervasy, Saint-Hilaire-d'Ozilhan, Sernhac, Théziers, Valliguières, Vers-Pont-du-Gard. |
| Roquemaure             | Roquemaure             | 11                    | Codolet, Laudun-l'Ardoise, Lirac, Montfaucon, Roquemaure, Saint-Geniès-de-Comolas, Saint-Laurent-des-Arbres, Saint-Paul-les-Fonts, Saint-Victor-la-Coste, Sauveterre, Tavel. |
| Rousson                | Rousson                | 29                    | Allègre-les-Fumades, Barjac, Bessèges, Bordezac, Courry, Gagnières, Les Mages, Le Martinet, Méjannes-le-Clap, Meyrannes, Molières-sur-Cèze, Navacelles, Peyremale, Potelières, Rivières, Robiac-Rochessadoule, Rochegude, Rousson, Saint-Ambroix, Saint-Brès, Saint-Denis, Saint-Florent-sur-Auzonnet, Saint-Jean-de-Maruéjols-et-Avéjan, Saint-Jean-de-Valériscle, Saint-Julien-de-Cassagnas, Saint-Julien-les-Rosiers, Saint-Privat-de-Champclos, Saint-Victor-de-Malcap, Tharaux. |
| Saint-Gilles           | Saint-Gilles           | 8 + fraction de Nîmes | Caveirac, Clarensac, Générac, Langlade, Milhaud, Saint-Côme-et-Maruéjols, Saint-Dionisy, Saint-Gilles et la dernière partie de Nîmes. |
| Uzès                   | Uzès                   | 31                    | Aigaliers, Arpaillargues-et-Aureillac, Aubussargues, Baron, La Bastide-d'Engras, Blauzac, Bourdic, La Bruguière, La Calmette, La Capelle-et-Masmolène, Collorgues, Dions, Flaux, Foissac, Fontarèches, Garrigues-Sainte-Eulalie, Montaren-et-Saint-Médiers, Pougnadoresse, Saint-Chaptes, Saint-Dézéry, Saint-Hippolyte-de-Montaigu, Saint-Laurent-la-Vernède, Saint-Maximin, Saint-Quentin-la-Poterie, Saint-Siffret, Saint-Victor-des-Oules, Sainte-Anastasie, Sanilhac-Sagriès, Serviers-et-Labaume, Uzès, Vallabrix. |
| Vauvert                | Vauvert                | 10                    | Aigues-Vives, Aubord, Beauvoisin, Bernis, Codognan, Mus, Uchaud, Vauvert, Vergèze, Vestric-et-Candiac. |
| Le Vigan               | Le Vigan               | 44                    | Alzon, Arphy, Arre, Arrigas, Aulas, Aumessas, Avèze, Bez-et-Esparon, Blandas, Bréau-Mars, La Cadière-et-Cambo, Campestre-et-Luc, Causse-Bégon, Conqueyrac, Dourbies, L'Estréchure, Lanuéjols, Lasalle, Mandagout, Molières-Cavaillac, Montdardier, Peyrolles-en-Cévennes, Les Plantiers, Pommiers, Pompignan, Revens, Rogues, Roquedur, Saint-André-de-Majencoules, Saint-André-de-Valborgne, Saint-Bresson, Saint-Hippolyte-du-Fort, Saint-Julien-de-la-Nef, Saint-Laurent-le-Minier, Saint-Martial, Saint-Roman-de-Codières, Saint-Sauveur-Camprieu, Saumane, Soudorgues, Sumène, Trèves, Val-d'Aigoual, Le Vigan, Vissec.                            |
| Villeneuve-lès-Avignon | Villeneuve-lès-Avignon | 5                     | Les Angles, Pujaut, Rochefort-du-Gard, Saze, Villeneuve-lès-Avignon. |

## Haute-Garonne (31) - 27 cantons
| Nom                | Bureau centralisateur | Communes                 | Communes |
| ------------------ | --------------------- | ------------------------ | --- |
| Auterive           | Auterive              | 47                       | Auribail, Auterive, Bax, Beaumont-sur-Lèze, Bois-de-la-Pierre, Canens, Capens, Carbonne, Castagnac, Caujac, Cintegabelle, Esperce, Gaillac-Toulza, Gensac-sur-Garonne, Goutevernisse, Gouzens, Grazac, Grépiac, Labruyère-Dorsa, Lacaugne, Lafitte-Vigordane, Lagrâce-Dieu, Lahitère, Lapeyrère, Latour, Latrape, Lavelanet-de-Comminges, Longages, Mailholas, Marliac, Marquefave, Massabrac, Mauressac, Mauzac, Miremont, Montaut, Montbrun-Bocage, Montesquieu-Volvestre, Montgazin, Noé, Peyssies, Puydaniel, Rieux-Volvestre, Saint-Christaud, Saint-Julien-sur-Garonne, Saint-Sulpice-sur-Lèze, Salles-sur-Garonne. |
| Bagnères-de-Luchon | Bagnères-de-Luchon    | 131                      | Antichan-de-Frontignes, Antignac, Arbas, Arbon, Ardiège, Arguenos, Argut-Dessous, Arlos, Arnaud-Guilhem, Artigue, Aspet, Ausseing, Auzas, Bachos, Bagiry, Bagnères-de-Luchon, Barbazan, Baren, Beauchalot, Belbèze-en-Comminges, Benque-Dessous-et-Dessus, Bezins-Garraux, Billière, Binos, Bourg-d'Oueil, Boutx, Burgalays, Cabanac-Cazaux, Cassagne, Castagnède, Castelbiague, Castillon-de-Larboust, Castillon-de-Saint-Martory, Cathervielle, Caubous, Cazarilh-Laspènes, Cazaunous, Cazaux-Layrisse, Cazeaux-de-Larboust, Chaum, Chein-Dessus, Cier-de-Luchon, Cier-de-Rivière, Cierp-Gaud, Cirès, Couret, Encausse-les-Thermes, Escoulis, Estadens, Esténos, Eup, Figarol, Fos, Fougaron, Francazal, Le Fréchet, Fronsac, Frontignan-de-Comminges, Galié, Ganties, Garin, Génos, Gouaux-de-Larboust, Gouaux-de-Luchon, Gourdan-Polignan, Guran, Herran, His, Huos, Izaut-de-l'Hôtel, Jurvielle, Juzet-de-Luchon, Juzet-d'Izaut, Labroquère, Laffite-Toupière, Lège, Lestelle-de-Saint-Martory, Lourde, Luscan, Malvezie, Mancioux, Mane, Marignac, Marsoulas, Martres-de-Rivière, Mayrègne, Mazères-sur-Salat, Melles, Milhas, Moncaup, Mont-de-Galié, Montastruc-de-Salies, Montauban-de-Luchon, Montespan, Montgaillard-de-Salies, Montsaunès, Moustajon, Oô, Ore, Payssous, Pointis-de-Rivière, Portet-d'Aspet, Portet-de-Luchon, Poubeau, Proupiary, Razecueillé, Roquefort-sur-Garonne, Rouède, Saccourvielle, Saint-Aventin, Saint-Béat-Lez, Saint-Bertrand-de-Comminges, Saint-Mamet, Saint-Martory, Saint-Médard, Saint-Paul-d'Oueil, Saint-Pé-d'Ardet, Saleich, Salies-du-Salat, Salles-et-Pratviel, Sauveterre-de-Comminges, Seilhan, Sengouagnet, Sepx, Signac, Sode, Soueich, Touille, Trébons-de-Luchon, Urau, Valcabrère. |
| Blagnac            | Blagnac               | 6                        | Aussonne, Beauzelle, Blagnac, Cornebarrieu, Mondonville, Seilh. |
| Castanet-Tolosan   | Castanet-Tolosan      | 15                       | Aureville, Auzeville-Tolosane, Auzielle, Castanet-Tolosan, Clermont-le-Fort, Goyrans, Labège, Lacroix-Falgarde, Mervilla, Péchabou, Pechbusque, Rebigue, Saint-Orens-de-Gameville, Vieille-Toulouse, Vigoulet-Auzil. |
| Castelginest       | Castelginest          | 10                       | Aucamville, Bruguières, Castelginest, Fenouillet, Fonbeauzard, Gagnac-sur-Garonne, Gratentour, Lespinasse, Saint-Alban, Saint-Jory. |
| Cazères            | Cazères               | 91                       | Agassac, Alan, Ambax, Anan, Aulon, Aurignac, Bachas, Beaufort, Benque, Bérat, Boissède, Boussan, Boussens, Bouzin, Cambernard, Cassagnabère-Tournas, Castelgaillard, Castelnau-Picampeau, Casties-Labrande, Cazac, Cazeneuve-Montaut, Cazères, Coueilles, Couladère, Eoux, Esparron, Fabas, Forgues, Le Fousseret, Francon, Frontignan-Savès, Fustignac, Goudex, Gratens, L'Isle-en-Dodon, Labastide-Clermont, Labastide-Paumès, Lahage, Latoue, Lautignac, Lescuns, Lherm, Lilhac, Lussan-Adeilhac, Marignac-Lasclares, Marignac-Laspeyres, Martisserre, Martres-Tolosane, Mauran, Mauvezin, Mirambeau, Molas, Mondavezan, Monès, Montastruc-Savès, Montberaud, Montbernard, Montclar-de-Comminges, Montégut-Bourjac, Montesquieu-Guittaut, Montgras, Montoulieu-Saint-Bernard, Montoussin, Palaminy, Peyrissas, Peyrouzet, Le Pin-Murelet, Plagne, Plagnole, Le Plan, Polastron, Poucharramet, Pouy-de-Touges, Puymaurin, Rieumes, Riolas, Saint-André, Saint-Araille, Saint-Élix-le-Château, Saint-Élix-Séglan, Saint-Frajou, Saint-Laurent, Saint-Michel, Sajas, Sainte-Foy-de-Peyrolières, Salherm, Samouillan, Sana, Savères, Sénarens, Terrebasse. |
| Escalquens         | Escalquens            | 35                       | Aignes, Aigrefeuille, Ayguesvives, Auragne, Baziège, Belberaud, Belbèze-de-Lauragais, Caignac, Calmont, Corronsac, Deyme, Donneville, Escalquens, Espanès, Fourquevaux, Gibel, Issus, Labastide-Beauvoir, Lauzerville, Mauvaisin, Monestrol, Montbrun-Lauragais, Montgeard, Montgiscard, Montlaur, Nailloux, Noueilles, Odars, Pompertuzat, Pouze, Préserville, Saint-Léon, Sainte-Foy-d'Aigrefeuille, Seyre, Varennes. |
| Léguevin           | Léguevin              | 35                       | Bellegarde-Sainte-Marie, Bellesserre, Bretx, Brignemont, Le Burgaud, Cabanac-Séguenville, Cadours, Le Castéra, Caubiac, Cox, Daux, Drudas, Garac, Grenade, Le Grès, Lagraulet-Saint-Nicolas, Laréole, Lasserre-Pradère, Larra, Launac, Léguevin, Lévignac, Menville, Mérenvielle, Merville, Montaigut-sur-Save, Ondes, Pelleport, Puysségur, Saint-Cézert, Saint-Paul-sur-Save, Sainte-Livrade, La Salvetat-Saint-Gilles, Thil, Vignaux. |
| Muret              | Muret                 | 9                        | Le Fauga, Frouzins, Labastidette, Lamasquère, Lavernose-Lacasse, Muret, Saint-Clar-de-Rivière, Saint-Hilaire, Seysses. |
| Pechbonnieu        | Pechbonnieu           | 26                       | Azas, Bazus, Bonrepos-Riquet, Castelmaurou, Garidech, Gauré, Gémil, Gragnague, Labastide-Saint-Sernin, Lapeyrouse-Fossat, Lavalette, Montastruc-la-Conseillère, Montberon, Montjoire, Montpitol, Paulhac, Pechbonnieu, Roquesérière, Rouffiac-Tolosan, Saint-Geniès-Bellevue, Saint-Jean-Lherm, Saint-Loup-Cammas, Saint-Marcel-Paulel, Saint-Pierre, Verfeil, Villariès. |
| Plaisance-du-Touch | Plaisance-du-Touch    | 10                       | Bonrepos-sur-Aussonnelle, Bragayrac, Empeaux, Fonsorbes, Fontenilles, Plaisance-du-Touch, Sabonnères, Saiguède, Saint-Lys, Saint-Thomas. |
| Portet-sur-Garonne | Portet-sur-Garonne    | 12                       | Eaunes, Labarthe-sur-Lèze, Lagardelle-sur-Lèze, Pinsaguel, Pins-Justaret, Portet-sur-Garonne, Roques, Roquettes, Saubens, Venerque, Vernet, Villate. |
| Revel              | Revel                 | 59                       | Albiac, Auriac-sur-Vendinelle, Aurin, Avignonet-Lauragais, Beauteville, Beauville, Bélesta-en-Lauragais, Bourg-Saint-Bernard, Le Cabanial, Cambiac, Caragoudes, Caraman, Cessales, Le Faget, Falga, Folcarde, Francarville, Gardouch, Juzes, Lagarde, Lanta, Loubens-Lauragais, Lux, Mascarville, Mauremont, Maurens, Maureville, Montclar-Lauragais, Montégut-Lauragais, Montesquieu-Lauragais, Montgaillard-Lauragais, Mourvilles-Basses, Mourvilles-Hautes, Nogaret, Prunet, Renneville, Revel, Rieumajou, Roumens, Saint-Félix-Lauragais, Saint-Germier, Saint-Julia, Saint-Pierre-de-Lages, Saint-Rome, Saint-Vincent, La Salvetat-Lauragais, Saussens, Ségreville, Tarabel, Toutens, Trébons-sur-la-Grasse, Vallègue, Vallesvilles, Vaudreuille, Vaux, Vendine, Vieillevigne, Villefranche-de-Lauragais, Villenouvelle. |
| Saint-Gaudens      | Saint-Gaudens         | 61                       | Aspret-Sarrat, Ausson, Balesta, Blajan, Bordes-de-Rivière, Boudrac, Boulogne-sur-Gesse, Cardeilhac, Castéra-Vignoles, Cazaril-Tambourès, Charlas, Ciadoux, Clarac, Cuguron, Le Cuing, Escanecrabe, Estancarbon, Franquevielle, Gensac-de-Boulogne, Labarthe-Inard, Labarthe-Rivière, Lalouret-Laffiteau, Landorthe, Larcan, Larroque, Lécussan, Lespiteau, Lespugue, Lieoux, Lodes, Loudet, Miramont-de-Comminges, Mondilhan, Montgaillard-sur-Save, Montmaurin, Montréjeau, Nénigan, Nizan-Gesse, Péguilhan, Pointis-Inard, Ponlat-Taillebourg, Régades, Rieucazé, Saint-Ferréol-de-Comminges, Saint-Gaudens, Saint-Ignan, Saint-Lary-Boujean, Saint-Loup-en-Comminges, Saint-Marcet, Saint-Pé-Delbosc, Saint-Plancard, Saman, Sarrecave, Sarremezan, Saux-et-Pomarède, Savarthès, Sédeilhac, Les Tourreilles, Valentine, Villeneuve-de-Rivière, Villeneuve-Lécussan. |
| Toulouse-1         | Toulouse              | Fraction de Toulouse     | La première partie de Toulouse. |
| Toulouse-2         | Toulouse              | Fraction de Toulouse     | La deuxième partie de Toulouse. |
| Toulouse-3         | Toulouse              | Fraction de Toulouse     | La trosième partie de Toulouse. |
| Toulouse-4         | Toulouse              | Fraction de Toulouse     | La quatrième partie de Toulouse. |
| Toulouse-5         | Toulouse              | Fraction de Toulouse     | La cinquième partie de Toulouse. |
| Toulouse-6         | Toulouse              | Fraction de Toulouse     | La sixième partie de Toulouse. |
| Toulouse-7         | Toulouse              | 3 + fraction de Toulouse | Brax, Colomiers, Pibrac et la septième partie de Toulouse. |
| Toulouse-8         | Toulouse              | 1 + fraction de Toulouse | Launaguet et la huitième partie de Toulouse. |
| Toulouse-9         | Toulouse              | 2 + fraction de Toulouse | Saint-Jean, L'Union et la neuvième partie de Toulouse. |
| Toulouse-10        | Toulouse              | 9 + fraction de Toulouse | Balma, Beaupuy, Drémil-Lafage, Flourens, Mondouzil, Mons, Montrabé, Pin-Balma, Quint-Fonsegrives et la dixième partie de Toulouse. |
| Toulouse-11        | Toulouse              | 1 + fraction de Toulouse | Ramonville-Saint-Agne et la dernière partie de Toulouse. |
| Tournefeuille      | Tournefeuille         | 3                        | Cugnaux, Tournefeuille, Villeneuve-Tolosane. |
| Villemur-sur-Tarn  | Villemur-sur-Tarn     | 19                       | Bessières, Bondigoux, Le Born, Bouloc, Buzet-sur-Tarn, Castelnau-d'Estrétefonds, Cépet, Fronton, Gargas, Layrac-sur-Tarn, La Magdelaine-sur-Tarn, Mirepoix-sur-Tarn, Saint-Rustice, Saint-Sauveur, Vacquiers, Villaudric, Villematier, Villemur-sur-Tarn, Villeneuve-lès-Bouloc. |

## Gers (32) - 17 cantons
| Nom                   | Bureau centralisateur | Communes             | Communes |
| --------------------- | --------------------- | -------------------- | --- |
| Adour-Gersoise        | Riscle                | 34                   | Aignan, Arblade-le-Bas, Aurensan, Avéron-Bergelle, Barcelonne-du-Gers, Bernède, Bouzon-Gellenave, Cahuzac-sur-Adour, Castelnavet, Caumont, Corneillan, Fustérouau, Gée-Rivière, Goux, Labarthète, Lannux, Lelin-Lapujolle, Loussous-Débat, Margouët-Meymes, Maulichères, Maumusson-Laguian, Pouydraguin, Projan, Riscle, Sabazan, Saint-Germé, Saint-Mont, Sarragachies, Ségos, Tarsac, Termes-d'Armagnac, Vergoignan, Verlus, Viella. |
| Armagnac-Ténarèze     | Eauze                 | 15                   | Beaumont, Bretagne-d'Armagnac, Cassaigne, Castelnau-d'Auzan-Labarrère, Cazeneuve, Eauze, Fourcès, Gondrin, Lagraulet-du-Gers, Larressingle, Larroque-sur-l'Osse, Lauraët, Mansencôme, Montréal, Mouchan. |
| Astarac-Gimone        | Masseube              | 40                   | Arrouède, Aujan-Mournède, Aurimont, Aussos, Bédéchan, Bellegarde, Bézues-Bajon, Boulaur, Cap d'Astarac, Castelnau-Barbarens, Chélan, Cuélas, Esclassan-Labastide, Faget-Abbatial, Labarthe, Lalanne-Arqué, Lamaguère, Lartigue, Lourties-Monbrun, Manent-Montané, Masseube, Meilhan, Moncorneil-Grazan, Monferran-Plavès, Monlaur-Bernet, Mont-d'Astarac, Monties, Panassac, Ponsan-Soubiran, Pouy-Loubrin, Saint-Arroman, Saint-Martin-Gimois, Samaran, Saramon, Seissan, Sémézies-Cachan, Sère, Tachoires, Tirent-Pontéjac, Traversères.                           |
| Auch-1                | Auch                  | 5 + fraction d'Auch  | Barran, Le Brouilh-Monbert, Lasséran, Pavie, Saint-Jean-le-Comtal et la première partie d'Auch. |
| Auch-2                | Auch                  | 13 + fraction d'Auch | Ansan, Aubiet, Blanquefort, L'Isle-Arné, Juilles, Lahitte, Leboulin, Lussan, Marsan, Montégut, Montiron, Nougaroulet, Saint-Caprais et la deuxième partie d'Auch. |
| Auch-3                | Auch                  | 9 + fraction d'Auch  | Auterive, Boucagnères, Durban, Haulies, Lasseube-Propre, Orbessan, Ornézan, Pessan, Sansan et la dernière partie d'Auch. |
| Baïse-Armagnac        | Condom                | 15                   | Ayguetinte, Beaucaire, Béraut, Blaziert, Castelnau-sur-l'Auvignon, Castéra-Verduzan, Caussens, Condom, Lagardère, Larroque-Saint-Sernin, Maignaut-Tauzia, Roquepine, Saint-Orens-Pouy-Petit, Saint-Puy, Valence-sur-Baïse. |
| Fezensac              | Vic-Fezensac          | 33                   | Bascous, Bazian, Belmont, Bezolles, Caillavet, Callian, Castillon-Debats, Cazaux-d'Anglès, Courrensan, Dému, Gazax-et-Baccarisse, Justian, Lannepax, Lupiac, Marambat, Mirannes, Mourède, Noulens, Peyrusse-Grande, Peyrusse-Vieille, Préneron, Ramouzens, Riguepeu, Roquebrune, Roques, Rozès, Saint-Arailles, Saint-Jean-Poutge, Saint-Paul-de-Baïse, Saint-Pierre-d'Aubézies, Séailles, Tudelle, Vic-Fezensac. |
| Fleurance-Lomagne     | Fleurance             | 33                   | Avezan, Bivès, Brugnens, Cadeilhan, Castelnau-d'Arbieu, Castéron, Céran, Cézan, Estramiac, Fleurance, Gaudonville, Gavarret-sur-Aulouste, Goutz, Lalanne, Lamothe-Goas, Magnas, Mauroux, Miramont-Latour, Montestruc-sur-Gers, Pauilhac, Pessoulens, Pis, Préchac, Puységur, Réjaumont, Saint-Clar, Saint-Créac, Saint-Léonard, Sainte-Radegonde, La Sauvetat, Taybosc, Tournecoupe, Urdens. |
| Gascogne-Auscitaine   | Preignan              | 22                   | Antras, Augnax, Biran, Bonas, Castillon-Massas, Castin, Crastes, Duran, Jegun, Lavardens, Mérens, Mirepoix, Montaut-les-Créneaux, Ordan-Larroque, Peyrusse-Massas, Preignan, Puycasquier, Roquefort, Roquelaure, Saint-Lary, Sainte-Christie, Tourrenquets. |
| Gimone-Arrats         | Gimont                | 36                   | Ardizas, Avensac, Bajonnette, Beaupuy, Catonvielle, Cologne, Encausse, Escornebœuf, Gimont, Giscaro, Homps, Labrihe, Mansempuy, Maravat, Maurens, Mauvezin, Monbrun, Monfort, Razengues, Roquelaure-Saint-Aubin, Saint-Antonin, Saint-Brès, Saint-Cricq, Saint-Georges, Saint-Germier, Saint-Orens, Saint-Sauvy, Sainte-Anne, Sainte-Gemme, Sainte-Marie, Sarrant, Sérempuy, Sirac, Solomiac, Thoux, Touget. |
| Grand-Bas-Armagnac    | Nogaro                | 40                   | Arblade-le-Haut, Ayzieu, Bétous, Bourrouillan, Campagne-d'Armagnac, Castex-d'Armagnac, Caupenne-d'Armagnac, Cazaubon, Cravencères, Espas, Estang, Le Houga, Lannemaignan, Lanne-Soubiran, Larée, Laujuzan, Lias-d'Armagnac, Loubédat, Luppé-Violles, Magnan, Manciet, Marguestau, Mauléon-d'Armagnac, Maupas, Monclar, Monguilhem, Monlezun-d'Armagnac, Mormès, Nogaro, Panjas, Perchède, Réans, Saint-Griède, Saint-Martin-d'Armagnac, Sainte-Christie-d'Armagnac, Salles-d'Armagnac, Sion, Sorbets, Toujouse, Urgosse.                                             |
| L'Isle-Jourdain       | L'Isle-Jourdain       | 10                   | Auradé, Clermont-Savès, Endoufielle, Frégouville, L'Isle-Jourdain, Lias, Marestaing, Monferran-Savès, Pujaudran, Ségoufielle. |
| Lectoure-Lomagne      | Lectoure              | 26                   | Berrac, Castéra-Lectourois, Castet-Arrouy, Flamarens, Gazaupouy, Gimbrède, L'Isle-Bouzon, Lagarde, Larroque-Engalin, Lectoure, Ligardes, Marsolan, Mas-d'Auvignon, Miradoux, Pergain-Taillac, Peyrecave, Plieux, Pouy-Roquelaure, La Romieu, Saint-Antoine, Saint-Avit-Frandat, Saint-Martin-de-Goyne, Saint-Mézard, Sainte-Mère, Sempesserre, Terraube. |
| Mirande-Astarac       | Mirande               | 43                   | Aux-Aussat, Barcugnan, Bazugues, Beccas, Belloc-Saint-Clamens, Berdoues, Betplan, Castex, Clermont-Pouyguillès, Duffort, Estampes, Haget, Idrac-Respaillès, Laas, Labéjan, Lagarde-Hachan, Laguian-Mazous, Lamazère, Loubersan, Malabat, Manas-Bastanous, Marseillan, Miélan, Miramont-d'Astarac, Mirande, Moncassin, Montaut, Mont-de-Marrast, Montégut-Arros, Ponsampère, Sadeillan, Saint-Élix-Theux, Saint-Martin, Saint-Maur, Saint-Médard, Saint-Michel, Saint-Ost, Sainte-Aurence-Cazaux, Sainte-Dode, Sarraguzan, Sauviac, Villecomtal-sur-Arros, Viozan.    |
| Pardiac-Rivière-Basse | Plaisance             | 43                   | Armentieux, Armous-et-Cau, Bars, Bassoues, Beaumarchés, Blousson-Sérian, Castelnau-d'Anglès, Cazaux-Villecomtal, Couloumé-Mondebat, Courties, Estipouy, Galiax, L'Isle-de-Noé, Izotges, Jû-Belloc, Juillac, Ladevèze-Rivière, Ladevèze-Ville, Lasserrade, Laveraët, Louslitges, Marciac, Mascaras, Monclar-sur-Losse, Monlezun, Monpardiac, Montesquiou, Mouchès, Pallanne, Plaisance, Pouylebon, Préchac-sur-Adour, Ricourt, Saint-Aunix-Lengros, Saint-Christaud, Saint-Justin, Scieurac-et-Flourès, Sembouès, Tasque, Tieste-Uragnoux, Tillac, Tourdun, Troncens. |
| Val de Save           | Samatan               | 40                   | Betcave-Aguin, Bézéril, Cadeillan, Castillon-Savès, Cazaux-Savès, Espaon, Garravet, Gaujac, Gaujan, Labastide-Savès, Lahas, Laymont, Lombez, Monblanc, Mongausy, Montadet, Montamat, Montégut-Savès, Montpezat, Nizas, Noilhan, Pébées, Pellefigue, Polastron, Pompiac, Puylausic, Sabaillan, Saint-André, Saint-Élix-d'Astarac, Saint-Lizier-du-Planté, Saint-Loube, Saint-Soulan, Samatan, Sauveterre, Sauvimont, Savignac-Mona, Seysses-Savès, Simorre, Tournan, Villefranche-d'Astarac.                                                                          |

## Hérault (34) - 25 cantons
| Nom                            | Bureau centralisateur   | Communes                    | Communes |
| ------------------------------ | ----------------------- | --------------------------- | --- |
| Agde                           | Agde                    | 5                           | Agde, Bessan, Marseillan, Portiragnes, Vias. |
| Béziers-1                      | Béziers                 | 5 + fraction de Béziers     | Lespignan, Nissan-lez-Enserune, Sérignan, Valras-Plage, Vendres et la première partie de Béziers. |
| Béziers-2                      | Béziers                 | 2 + fraction de Béziers     | Corneilhan, Lignan-sur-Orb et la deuxième partie de Béziers |
| Béziers-3                      | Béziers                 | 8 + fraction de Béziers     | Bassan, Boujan-sur-Libron, Cers, Espondeilhan, Lieuran-lès-Béziers, Sauvian, Servian, Villeneuve-lès-Béziers et la dernière partie de Béziers. |
| Cazouls-lès-Béziers            | Cazouls-lès-Béziers     | 28                          | Autignac, Cabrerolles, Causses-et-Veyran, Caussiniojouls, Cazouls-lès-Béziers, Colombiers, Faugères, Fos, Fouzilhon, Gabian, Laurens, Magalas, Margon, Maraussan, Maureilhan, Montady, Montesquieu, Murviel-lès-Béziers, Neffiès, Pailhès, Pouzolles, Puimisson, Roquessels, Roujan, Saint-Geniès-de-Fontedit, Saint-Nazaire-de-Ladarez, Thézan-lès-Béziers, Vailhan. |
| Clermont-l'Hérault             | Clermont-l'Hérault      | 39                          | Les Aires, Aspiran, Avène, Bédarieux, Le Bousquet-d'Orb, Brenas, Brignac, Camplong, Canet, Carlencas-et-Levas, Ceilhes-et-Rocozels, Ceyras, Clermont-l'Hérault, Combes, Graissessac, Hérépian, Joncels, Lacoste, Lamalou-les-Bains, Liausson, Lunas-les-Châteaux, Mérifons, Mourèze, Nébian, Octon, Paulhan, Pézènes-les-Mines, Le Poujol-sur-Orb, Le Pradal, Saint-Étienne-Estréchoux, Saint-Félix-de-Lodez, Saint-Geniès-de-Varensal, Saint-Gervais-sur-Mare, Salasc, Taussac-la-Billière, La Tour-sur-Orb, Valmascle, Villemagne-l'Argentière, Villeneuvette. |
| Le Crès                        | Le Crès                 | 11                          | Baillargues, Beaulieu, Castries, Le Crès, Montaud, Restinclières, Saint-Brès, Saint-Drézéry, Saint-Geniès-des-Mourgues, Sussargues, Vendargues. |
| Frontignan                     | Frontignan              | 6                           | Balaruc-les-Bains, Balaruc-le-Vieux, Frontignan, Gigean, Mireval, Vic-la-Gardiole. |
| Gignac                         | Gignac                  | 28                          | Aniane, Arboras, Argelliers, Aumelas, Bélarga, La Boissière, Campagnan, Gignac, Jonquières, Lagamas, Montarnaud, Montpeyroux, Plaissan, Popian, Le Pouget, Pouzols, Puéchabon, Puilacher, Saint-André-de-Sangonis, Saint-Bauzille-de-la-Sylve, Saint-Guilhem-le-Désert, Saint-Guiraud, Saint-Jean-de-Fos, Saint-Pargoire, Saint-Paul-et-Valmalle, Saint-Saturnin-de-Lucian, Tressan, Vendémian. |
| Lattes                         | Lattes                  | 5                           | Juvignac, Lattes, Lavérune, Pérols, Saint-Jean-de-Védas. |
| Lodève                         | Lodève                  | 54                          | Agonès, Le Bosc, Brissac, Causse-de-la-Selle, Le Caylar, Cazilhac, Celles, Claret, Le Cros, Ferrières-les-Verreries, Fontanès, Fozières, Ganges, Gorniès, Laroque, Lauret, Lauroux, Lavalette, Lodève, Mas-de-Londres, Montoulieu, Moulès-et-Baucels, Notre-Dame-de-Londres, Olmet-et-Villecun, Pégairolles-de-Buèges, Pégairolles-de-l'Escalette, Les Plans, Poujols, Le Puech, Les Rives, Romiguières, Roqueredonde, Rouet, Saint-André-de-Buèges, Saint-Bauzille-de-Putois, Saint-Étienne-de-Gourgas, Saint-Félix-de-l'Héras, Saint-Jean-de-Buèges, Saint-Jean-de-la-Blaquière, Saint-Martin-de-Londres, Saint-Maurice-Navacelles, Saint-Michel, Saint-Pierre-de-la-Fage, Saint-Privat, Sauteyrargues, Sorbs, Soubès, Soumont, Usclas-du-Bosc, La Vacquerie-et-Saint-Martin-de-Castries, Vacquières, Valflaunès, Viols-en-Laval, Viols-le-Fort. |
| Lunel                          | Lunel                   | 14                          | Boisseron, Campagne, Entre-Vignes, Galargues, Garrigues, Lunel, Lunel-Viel, Marsillargues, Saint-Just, Saint-Nazaire-de-Pézan, Saint-Sériès, Saturargues, Saussines, Villetelle. |
| Mauguio                        | Mauguio                 | 8                           | Candillargues, La Grande-Motte, Lansargues, Mauguio, Mudaison, Palavas-les-Flots, Saint-Aunès, Valergues. |
| Mèze                           | Mèze                    | 18                          | Adissan, Aumes, Bouzigues, Cabrières, Cazouls-d'Hérault, Fontès, Lézignan-la-Cèbe, Lieuran-Cabrières, Loupian, Mèze, Montagnac, Montbazin, Nizas, Péret, Poussan, Saint-Pons-de-Mauchiens, Usclas-d'Hérault, Villeveyrac. |
| Montpellier-1                  | Montpellier             | 1 + fraction de Montpellier | Grabels et la première partie de Montpellier. |
| Montpellier-2                  | Montpellier             | Fraction de Montpellier     | La deuxième partie de Montpellier. |
| Montpellier-3                  | Montpellier             | Fraction de Montpellier     | La troisième partie de Montpellier. |
| Montpellier-4                  | Montpellier             | Fraction de Montpellier     | La quatrième partie de Montpellier. |
| Montpellier-5                  | Montpellier             | Fraction de Montpellier     | La cinquième partie de Montpellier. |
| Montpellier - Castelnau-le-Lez | Montpellier             | 4 + fraction de Montpellier | Castelnau-le-Lez, Clapiers, Jacou, Montferrier-sur-Lez et la dernière partie de Montpellier. |
| Pézenas                        | Pézenas                 | 15                          | Abeilhan, Alignan-du-Vent, Castelnau-de-Guers, Caux, Coulobres, Florensac, Montblanc, Nézignan-l'Évêque, Pézenas, Pinet, Pomérols, Puissalicon, Saint-Thibéry, Tourbes, Valros. |
| Pignan                         | Pignan                  | 8                           | Cournonsec, Cournonterral, Fabrègues, Murviel-lès-Montpellier, Pignan, Saint-Georges-d'Orques, Saussan, Villeneuve-lès-Maguelone. |
| Saint-Gély-du-Fesc             | Saint-Gély-du-Fesc      | 20                          | Assas, Buzignargues, Cazevieille, Combaillaux, Guzargues, Les Matelles, Murles, Prades-le-Lez, Saint-Bauzille-de-Montmel, Saint-Clément-de-Rivière, Saint-Gély-du-Fesc, Saint-Hilaire-de-Beauvoir, Saint-Jean-de-Cornies, Saint-Jean-de-Cuculles, Saint-Mathieu-de-Tréviers, Saint-Vincent-de-Barbeyrargues, Sainte-Croix-de-Quintillargues, Teyran, Le Triadou, Vailhauquès. |
| Saint-Pons-de-Thomières        | Saint-Pons-de-Thomières | 59                          | Agel, Aigne, Aigues-Vives, Assignan, Azillanet, Babeau-Bouldoux, Beaufort, Berlou, Boisset, Cambon-et-Salvergues, Capestang, Cassagnoles, Castanet-le-Haut, La Caunette, Cazedarnes, Cébazan, Cessenon-sur-Orb, Cesseras, Colombières-sur-Orb, Courniou, Creissan, Cruzy, Félines-Minervois, Ferrals-les-Montagnes, Ferrières-Poussarou, Fraisse-sur-Agout, La Livinière, Minerve, Mons, Montels, Montouliers, Olargues, Olonzac, Oupia, Pardailhan, Pierrerue, Poilhes, Prades-sur-Vernazobre, Prémian, Puisserguier, Quarante, Rieussec, Riols, Roquebrun, Rosis, Saint-Chinian, Saint-Étienne-d'Albagnan, Saint-Jean-de-Minervois, Saint-Julien, Saint-Martin-de-l'Arçon, Saint-Pons-de-Thomières, Saint-Vincent-d'Olargues, La Salvetat-sur-Agout, Siran, Le Soulié, Vélieux, Verreries-de-Moussans, Vieussan, Villespassans.                  |
| Sète                           | Sète                    | 1                           | Sète. |

## Lot (46) - 17 cantons
| Nom                   | Bureau centralisateur | Communes                | Communes |
| --------------------- | --------------------- | ----------------------- | --- |
| Cahors-1              | Cahors                | 2 + fraction de Cahors  | Mercuès, Pradines et la première partie de Cahors. |
| Cahors-2              | Cahors                | 3 + fraction de Cahors  | Arcambal, Bellefont-La Rauze, Lamagdelaine et la deuxième partie de Cahors. |
| Cahors-3              | Cahors                | 5 + fraction de Cahors  | Cieurac, Flaujac-Poujols, Labastide-Marnhac, Le Montat, Trespoux-Rassiels et la dernière partie de Cahors. |
| Causse et Bouriane    | Espère                | 30                      | Boissières, Calamane, Catus, Concorès, Crayssac, Espère, Francoulès, Frayssinet, Gigouzac, Ginouillac, Labastide-du-Vert, Lamothe-Cassel, Maxou, Mechmont, Montamel, Montfaucon, Montgesty, Nuzéjouls, Peyrilles, Pontcirq, Saint-Chamarand, Saint-Denis-Catus, Saint-Germain-du-Bel-Air, Saint-Médard, Saint-Pierre-Lafeuille, Séniergues, Soucirac, Thédirac, Ussel, Uzech. |
| Causse et Vallées     | Cajarc                | 44                      | Berganty, Blars, Bouziès, Brengues, Cabrerets, Cadrieu, Cajarc, Calvignac, Caniac-du-Causse, Carayac, Cénevières, Cœur-de-Causse, Cras, Crégols, Esclauzels, Espagnac-Sainte-Eulalie, Espédaillac, Frontenac, Gréalou, Grèzes, Larnagol, Larroque-Toirac, Lauzès, Lentillac-du-Causse, Lunegarde, Marcilhac-sur-Célé, Montbrun, Nadillac, Orniac, Les Pechs du Vers, Puyjourdes, Quissac-en-Quercy, Sabadel-Lauzès, Saint-Chels, Saint-Cirq-Lapopie, Saint Géry-Vers, Saint-Jean-de-Laur, Saint-Martin-Labouval, Saint-Pierre-Toirac, Saint-Sulpice, Sauliac-sur-Célé, Sénaillac-Lauzès, Soulomès, Tour-de-Faure. |
| Cère et Ségala        | Biars-sur-Cère        | 17                      | Belmont-Bretenoux, Biars-sur-Cère, Bretenoux, Cahus, Cornac, Estal, Gagnac-sur-Cère, Gintrac, Girac, Glanes, Laval-de-Cère, Prudhomat, Puybrun, Saint-Michel-Loubéjou, Sousceyrac-en-Quercy, Tauriac, Teyssieu. |
| Figeac-1              | Figeac                | 11 + fraction de Figeac | Béduer, Boussac, Cambes, Camboulit, Camburat, Corn, Faycelles, Fons, Fourmagnac, Lissac-et-Mouret, Planioles et la première partie de Figeac. |
| Figeac-2              | Figeac                | 13 + fraction de Figeac | Bagnac-sur-Célé, Capdenac, Cuzac, Felzins, Lentillac-Saint-Blaise, Linac, Lunan, Montredon, Prendeignes, Saint-Félix, Saint-Jean-Mirabel, Saint-Perdoux, Viazac et la seconde partie de Figeac. |
| Gourdon               | Gourdon               | 18                      | Anglars-Nozac, Cazals, Dégagnac, Gindou, Gourdon, Lavercantière, Léobard, Marminiac, Milhac, Payrignac, Rampoux, Rouffilhac, Saint-Cirq-Madelon, Saint-Cirq-Souillaguet, Saint-Clair, Saint-Projet, Salviac, Le Vigan-en-Quercy. |
| Gramat                | Gramat                | 17                      | Albiac, Alvignac, Bio, Carlucet, Couzou, Durbans, Flaujac-Gare, Gramat, Issendolus, Lavergne, Le Bastit, Miers, Padirac, Reilhac, Rignac, Rocamadour, Thégra. |
| Lacapelle-Marival     | Lacapelle-Marival     | 32                      | Anglars, Assier, Bessonies, Le Bourg, Le Bouyssou, Cardaillac, Espeyroux, Gorses, Issepts, Labastide-du-Haut-Mont, Labathude, Lacapelle-Marival, Latronquière, Lauresses, Livernon, Montet-et-Bouxal, Reyrevignes, Rudelle, Rueyres, Sabadel-Latronquière, Saint-Bressou, Saint-Cirgues, Saint-Hilaire, Saint-Maurice-en-Quercy, Saint-Médard-Nicourby, Saint-Simon, Sainte-Colombe, Sénaillac-Latronquière, Sonac, Terrou, Thémines, Théminettes. |
| Luzech                | Luzech                | 17                      | Albas, Anglars-Juillac, Barguelonne-en-Quercy, Bélaye, Caillac, Cambayrac, Carnac-Rouffiac, Castelfranc, Douelle, Lendou-en-Quercy, Luzech, Montcuq-en-Quercy-Blanc, Montlauzun, Parnac, Saint-Vincent-Rive-d'Olt, Sauzet, Villesèque. |
| Marches du Sud-Quercy | Castelnau-Montratier  | 24                      | Aujols, Bach, Beauregard, Belfort-du-Quercy, Belmont-Sainte-Foi, Castelnau-Montratier, Cézac, Concots, Cremps, Escamps, Fontanes, Laburgade, Lalbenque, Laramière, Limogne-en-Quercy, Lugagnac, Montdoumerc, Pern-Lhospitalet, Promilhanes, Saillac, Saint-Paul-Flaugnac, Varaire, Vaylats, Vidaillac. |
| Martel                | Martel                | 16                      | Baladou, Bétaille, Carennac, Cavagnac, Condat, Cressensac-Sarrazac, Creysse, Cuzance, Floirac, Martel, Montvalent, Saint-Denis-lès-Martel, Saint-Michel-de-Bannières, Strenquels, Vayrac, Le Vignon-en-Quercy. |
| Puy-l'Évêque          | Puy-l'Évêque          | 25                      | Les Arques, Cassagnes, Duravel, Floressas, Frayssinet-le-Gélat, Goujounac, Grézels, Les Junies, Lacapelle-Cabanac, Lagardelle, Lherm, Mauroux, Montcabrier, Montcléra, Pescadoires, Pomarède, Porte-du-Quercy, Prayssac, Puy-l'Évêque, Saint-Caprais, Saint-Martin-le-Redon, Sérignac, Soturac, Touzac, Vire-sur-Lot. |
| Saint-Céré            | Saint-Céré            | 18                      | Autoire, Aynac, Bannes, Frayssinhes, Ladirat, Latouille-Lentillac, Leyme, Loubressac, Mayrinhac-Lentour, Molières, Saignes, Saint-Céré, Saint-Jean-Lagineste, Saint-Jean-Lespinasse, Saint-Laurent-les-Tours, Saint-Médard-de-Presque, Saint-Paul-de-Vern, Saint-Vincent-du-Pendit. |
| Souillac              | Souillac              | 18                      | Calès, Fajoles, Gignac, Lacave, Lachapelle-Auzac, Lamothe-Fénelon, Lanzac, Le Roc, Loupiac, Masclat, Mayrac, Meyronne, Nadaillac-de-Rouge, Payrac, Pinsac, Reilhaguet, Saint-Sozy, Souillac. |

## Lozère (48) - 13 cantons
| Nom                        | Bureau centralisateur      | Communes          | Communes |
| -------------------------- | -------------------------- | ----------------- | --- |
| Peyre en Aubrac            | Peyre en Aubrac            | 25                | Albaret-le-Comtal, Arzenc-d'Apcher, Les Bessons, Brion, Le Buisson, Chauchailles, La Fage-Montivernoux, La Fage-Saint-Julien, Fournels, Grandvals, Les Hermaux, Marchastel, Les Monts-Verts, Nasbinals, Noalhac, Peyre en Aubrac, Prinsuéjols-Malbouzon, Recoules-d'Aubrac, Saint-Juéry, Saint-Laurent-de-Muret, Saint-Laurent-de-Veyrès, Saint-Pierre-de-Nogaret, Les Salces, Termes, Trélans.                                                                                |
| La Canourgue               | La Canourgue               | 8                 | Banassac-Canilhac, La Canourgue, Chanac, Laval-du-Tarn, La Malène, Massegros Causses Gorges, Saint-Saturnin, La Tieule. |
| Bourgs sur Colagne         | Bourgs sur Colagne         | 12                | Balsièges, Barjac, Bourgs-sur-Colagne, Cultures, Esclanèdes, Gabrias, Grèzes, Montrodat, Palhers, Saint-Bonnet-de-Chirac, Saint-Germain-du-Teil, Les Salelles. |
| Le Collet-de-Dèze          | Le Collet-de-Dèze          | 23                | Barre-des-Cévennes, Bassurels, Cans-et-Cévennes, Cassagnas, Le Collet-de-Dèze, Fraissinet-de-Fourques, Gabriac, Moissac-Vallée-Française, Molezon, Le Pompidou, Rousses, Saint-André-de-Lancize, Saint-Étienne-Vallée-Française, Saint-Germain-de-Calberte, Saint-Hilaire-de-Lavit, Saint-Julien-des-Points, Saint-Martin-de-Boubaux, Saint-Martin-de-Lansuscle, Saint-Michel-de-Dèze, Saint-Privat-de-Vallongue, Sainte-Croix-Vallée-Française, Vebron, Ventalon-en-Cévennes. |
| Florac Trois Rivières      | Florac Trois Rivières      | 9                 | Florac Trois Rivières, Gatuzières, Gorges du Tarn Causses, Hures-la-Parade, Ispagnac, Mas-Saint-Chély, Meyrueis, Le Rozier, Saint-Pierre-des-Tripiers. |
| Grandrieu                  | Grandrieu                  | 19                | Allenc, Arzenc-de-Randon, Badaroux, Bel-Air-Val-d'Ance, Le Born, Chadenet, Châteauneuf-de-Randon, Chaudeyrac, Grandrieu, Laubert, Montbel, La Panouse, Pelouse, Pierrefiche, Saint-Frézal-d'Albuges, Saint-Jean-la-Fouillouse, Saint-Paul-le-Froid, Saint-Sauveur-de-Ginestroux, Sainte-Hélène. |
| Langogne                   | Langogne                   | 9                 | Auroux, Chastanier, Cheylard-l'Évêque, Langogne, Luc, Naussac-Fontanes, Rocles, Saint-Bonnet-Laval, Saint-Flour-de-Mercoire. |
| Marvejols                  | Marvejols                  | 5                 | Antrenas, Lachamp-Ribennes, Marvejols, Recoules-de-Fumas, Saint-Léger-de-Peyre. |
| Mende-1                    | Mende                      | Fraction de Mende | La partie de Mende. |
| Mende-2                    | Mende                      | Fraction de Mende | La partie de Mende. |
| Saint-Alban-sur-Limagnole  | Saint-Alban-sur-Limagnole  | 17                | Chastel-Nouvel, Chaulhac, Fontans, Julianges, Lajo, Les Laubies, Le Malzieu-Forain, Le Malzieu-Ville, Monts-de-Randon, Paulhac-en-Margeride, Saint-Alban-sur-Limagnole, Saint-Denis-en-Margeride, Saint-Gal, Saint-Léger-du-Malzieu, Saint-Privat-du-Fau, Sainte-Eulalie, Serverette. |
| Saint-Chély-d'Apcher       | Saint-Chély-d'Apcher       | 6                 | Albaret-Sainte-Marie, Blavignac, Prunières, Rimeize, Saint-Chély-d'Apcher, Saint-Pierre-le-Vieux. |
| Saint-Étienne-du-Valdonnez | Saint-Étienne-du-Valdonnez | 18                | Altier, La Bastide-Puylaurent, Bédouès-Cocurès, Les Bondons, Brenoux, Cubières, Cubiérettes, Lanuéjols, Mont Lozère et Goulet, Pied-de-Borne, Pont-de-Montvert-Sud-Mont-Lozère, Pourcharesses, Prévenchères, Saint-André-Capcèze, Saint-Bauzile, Saint-Étienne-du-Valdonnez, Vialas, Villefort. |

## Hautes-Pyrénées(65) - 17 cantons
| N° | Nom du Canton                      | Nombre de communes entières | Communes composant le canton |
| -- | ---------------------------------- | --------------------------- | --- |
| 1  | Aureilhan                          | 3                           | Aureilhan, Séméac, Soues. |
| 2  | Bordères-sur-l'Échez               | 7                           | Bazet, Bordères-sur-l'Échez, Bours, Chis, Ibos, Orleix, Oursbelille. |
| 3  | Les Coteaux                        | 77                          | Antin, Aries-Espénan, Aubarède, Barthe, Bazordan, Bernadets-Debat, Betbèze, Betpouy, Bonnefont, Bouilh-Péreuilh, Boulin, Bugard, Cabanac, Campuzan, Castelnau-Magnoac, Castelvieilh, Castéra-Lou, Casterets, Caubous, Chelle-Debat, Cizos, Collongues, Coussan, Devèze, Dours, Estampures, Fontrailles, Fréchède, Gaussan, Gonez, Guizerix, Hachan, Hourc, Jacque, Lalanne, Lalanne-Trie, Lamarque-Rustaing, Lansac, Lapeyre, Laran, Larroque, Laslades, Lassales, Lizos, Louit, Lubret-Saint-Luc, Luby-Betmont, Lustar, Marquerie, Marseillan, Mazerolles, Monléon-Magnoac, Monlong, Mun, Oléac-Debat, Organ, Osmets, Peyret-Saint-André, Peyriguère, Pouy, Pouyastruc, Puntous, Puydarrieux, Sabalos, Sadournin, Sariac-Magnoac, Sère-Rustaing, Soréac, Souyeaux, Thermes-Magnoac, Tournous-Darré, Trie-sur-Baïse, Vidou, Vieuzos, Villembits, Villemur. |
| 4  | La Haute-Bigorre                   | 14                          | Antist, Asté, Astugue, Bagnères-de-Bigorre, Beaudéan, Campan, Gerde, Hiis, Labassère, Montgaillard, Neuilh, Ordizan, Pouzac, Trébons. |
| 5  | Lourdes-1                          | 11 + fraction Lourdes       | 1° Les communes suivantes : Aspin-en-Lavedan, Barlest, Bartrès, Loubajac, Omex, Ossen, Peyrouse, Poueyferré, Saint-Pé-de-Bigorre, Ségus, Viger. 2° La partie de la commune de Lourdes située à l'ouest d'une ligne définie par l'axe des voies et limites suivantes : depuis la limite territoriale de la commune de Julos, route de Julos (départementale 95), ligne de chemin de fer de Toulouse à Bayonne, section de droite dans le prolongement Nord et Sud de la rue Philadelphe-de-Gerde (cette rue étant incluse), boulevard du Lapacca, rue de Langelle, rue Mermoz, rue de Bagnères, place Marcadal, rue de la Grotte, rue du Garnavie, rue petite du Garnavie, rue Rouy, petite rue Rouy, boulevard Roger-Cazenave, boulevard du Gave, boulevard Georges-Dupierris, boulevard Soum-de-Lanne, ligne droite se prolongeant jusqu'au cours du gave de Pau, cours du gave de Pau et du canal alimentant l'usine électrique de Latour, jusqu'à la limite territoriale de la commune d'Aspin-en-Lavedan. |
| 6  | Lourdes-2                          | 27 + fraction Lourdes       | 1° Les communes suivantes : Adé, Les Angles, Arrayou-Lahitte, Arcizac-ez-Angles, Arrodets-ez-Angles, Artigues, Berbérust-Lias, Bourréac, Cheust, Escoubès-Pouts, Gazost, Ger, Germs-sur-l'Oussouet, Geu, Gez-ez-Angles, Jarret, Julos, Juncalas, Lézignan, Lugagnan, Ossun-ez-Angles, Ourdis-Cotdoussan, Ourdon, Ousté, Paréac, Saint-Créac, Sère-Lanso. 2° La partie de la commune de Lourdes non incluse dans le canton de Lourdes-1. |
| 7  | Moyen-Adour                        | 15                          | Allier, Angos, Arcizac-Adour, Barbazan-Debat, Bernac-Debat, Bernac-Dessus, Horgues, Laloubère, Momères, Montignac, Odos, Salles-Adour, Saint-Martin, Sarrouilles, Vielle-Adour. |
| 8  | Neste, Aure et Louron              | 61                          | Adervielle-Pouchergues, Ancizan, Aragnouet, Ardengost, Arreau, Aspin-Aure, Aulon, Avajan, Avezac-Prat-Lahitte, Azet, Bareilles, Barrancoueu, La Barthe-de-Neste, Bazus-Aure, Bazus-Neste, Beyrède-Jumet-Camous, Bordères-Louron, Bourisp, Cadéac, Cadeilhan-Trachère, Camparan, Capvern, Cazaux-Debat, Cazaux-Fréchet-Anéran-Camors, Ens, Escala, Esparros, Estarvielle, Estensan, Fréchet-Aure, Gazave, Génos, Germ, Gouaux, Grailhen, Grézian, Guchan, Guchen, Hèches, Ilhet, Izaux, Jézeau, Labastide, Laborde, Lançon, Lortet, Loudenvielle, Loudervielle, Mazouau, Mont, Montoussé, Pailhac, Ris, Sailhan, Saint-Arroman, Saint-Lary-Soulan, Sarrancolin, Tramezaïgues, Vielle-Aure, Vielle-Louron, Vignec. |
| 9  | Ossun                              | 17                          | Averan, Azereix, Barry, Bénac, Gardères, Hibarette, Juillan, Lamarque-Pontacq, Lanne, Layrisse, Loucrup, Louey, Luquet, Orincles, Ossun, Séron, Visker. |
| 10 | Tarbes-1                           | fraction Tarbes             | partie de la commune de Tarbes située au nord et à l'ouest d'une ligne définie par l'axe des voies et limites suivantes : depuis la limite territoriale de la commune d'Ibos, rue de la Baïse, impasse de l'Alaric, ligne droite se prolongeant jusqu'au cours de l'Echez, cours de l'Echez, rue François-Marquès, rue Sainte-Catherine, rue des Cultivateurs, rue Georges-Lassalle, rue Massey, avenue Alsace-Lorraine, rue des Mimosas, rue Louis-Blériot, boulevard des Ardennes, rue de Perseigna, jusqu'à la limite territoriale de la commune de Bordères-sur-l'Échez. |
| 11 | Tarbes-2                           | fraction Tarbes             | Partie de la commune de Tarbes située à l'est d'une ligne définie par l'axe des voies et limites suivantes : depuis la limite territoriale de Bordères-sur-l'Echez, rue de Perseigna, boulevard des Ardennes, rue Louis-Blériot, rue des Mimosas, avenue Alsace-Lorraine, rue Massey, rue Despourrins, avenue du Régiment-de-Bigorre, rue de Cronstadt, place Ferré, rue du 4-Septembre, rue du Maquis-de-Payolle, boulevard du Président-Kennedy, rond-point Trélut, chemin de l'Ormeau, jusqu'à la limite territoriale de la commune de Laloubère. |
| 12 | Tarbes-3                           | fraction Tarbes             | Partie de la commune de Tarbes non incluse dans les cantons de Tarbes-1 et de Tarbes-2. |
| 13 | Val d'Adour-Rustan-Madiranais      | 43                          | Ansost, Auriébat, Barbachen, Bazillac, Bouilh-Devant, Buzon, Castelnau-Rivière-Basse, Caussade-Rivière, Escondeaux, Estirac, Gensac, Hagedet, Hères, Labatut-Rivière, Lacassagne, Lafitole, Lahitte-Toupière, Laméac, Larreule, Lascazères, Lescurry, Liac, Madiran, Mansan, Maubourguet, Mingot, Monfaucon, Moumoulous, Peyrun, Rabastens-de-Bigorre, Saint-Lanne, Saint-Sever-de-Rustan, Sarriac-Bigorre, Sauveterre, Ségalas, Sénac, Sombrun, Soublecause, Tostat, Trouley-Labarthe, Ugnouas, Vidouze, Villefranque. |
| 14 | La Vallée de l'Arros et des Baïses | 70                          | Argelès-Bagnères, Arrodets, Artiguemy, Asque, Banios, Barbazan-Dessus, Batsère, Bégole, Benqué-Molère, Bernadets-Dessus, Bettes, Bonnemazon, Bonrepos, Bordes, Bourg-de-Bigorre, Bulan, Burg, Caharet, Calavanté, Castelbajac, Castéra-Lanusse, Castillon, Chelle-Spou, Cieutat, Clarac, Esconnets, Escots, Espèche, Espieilh, Fréchendets, Fréchou-Fréchet, Galan, Galez, Goudon, Gourgue, Hauban, Hitte, Houeydets, Lanespède, Lespouey, Lhez, Libaros, Lies, Lomné, Luc, Lutilhous, Marsas, Mascaras, Mauvezin, Mérilheu, Molère, Montastruc, Moulédous, Oléac-Dessus, Orieux, Orignac, Oueilloux, Ozon, Péré, Peyraube, Poumarous, Recurt, Ricaud, Sabarros, Sarlabous, Sentous, Sinzos, Tilhouse, Tournay, Tournous-Devant, Uzer. |
| 15 | La Vallée de la Barousse           | 52                          | Anères, Anla, Antichan, Arné, Aventignan, Aveux, Bertren, Bize, Bizous, Bramevaque, Campistrous, Cantaous, Cazarilh, Clarens, Créchets, Esbareich, Ferrère, Gaudent, Gembrie, Générest, Hautaget, Ilheu, Izaourt, Lagrange, Lannemezan, Lombrès, Loures-Barousse, Mauléon-Barousse, Mazères-de-Neste, Montégut, Montsérié, Nestier, Nistos, Ourde, Pinas, Réjaumont, Sacoué, Saint-Laurent-de-Neste, Saint-Paul, Sainte-Marie, Saléchan, Samuran, Sarp, Seich, Siradan, Sost, Tajan, Thèbe, Tibiran-Jaunac, Troubat, Tuzaguet, Uglas. |
| 16 | La Vallée des Gaves                | 48                          | Adast, Agos-Vidalos, Arbéost, Arcizans-Avant, Arcizans-Dessus, Argelès-Gazost, Arras-en-Lavedan, Arrens-Marsous, Artalens-Souin, Aucun, Ayros-Arbouix, Ayzac-Ost, Barèges, Beaucens, Betpouey, Boô-Silhen, Bun, Cauterets, Chèze, Esquièze-Sère, Estaing, Esterre, Ferrières, Gaillagos, Gavarnie-Gèdre, Gez, Grust, Lau-Balagnas, Luz-Saint-Sauveur, Ouzous, Pierrefitte-Nestalas, Préchac, Saint-Pastous, Saint-Savin, Saligos, Salles, Sassis, Sazos, Sère-en-Lavedan, Sers, Sireix, Soulom, Uz, Viella, Vier-Bordes, Viey, Villelongue, Viscos. |
| 17 | Vic-en-Bigorre                     | 22                          | Andrest, Artagnan, Aurensan, Caixon, Camalès, Escaunets, Gayan, Lagarde, Marsac, Nouilhan, Oroix, Pintac, Pujo, Saint-Lézer, Sanous, Sarniguet, Siarrouy, Talazac, Tarasteix, Vic-en-Bigorre, Villenave-près-Béarn, Villenave-près-Marsac. |

## Pyrénées-Orientales(66) - 17 cantons
| N° | Nom du Canton          | Nombre de communes entières | Communes composant le canton |
| -- | ---------------------- | --------------------------- | --- |
| 1  | Les Aspres             | 22                          | Banyuls-dels-Aspres, Brouilla, Caixas, Calmeilles, Camélas, Castelnou, Fourques, Llauro, Llupia, Montauriol, Oms, Passa, Pollestres, Ponteilla, Saint-Jean-Lasseille, Sainte-Colombe-de-la-Commanderie, Terrats, Thuir, Tordères, Tresserre, Trouillas, Villemolaque. |
| 2  | Le Canigou             | 41                          | Amélie-les-Bains-Palalda, Arles-sur-Tech, Baillestavy, La Bastide, Boule-d'Amont, Bouleternère, Casefabre, Casteil, Corneilla-de-Conflent, Corsavy, Coustouges, Espira-de-Conflent, Estoher, Fillols, Finestret, Fuilla, Glorianes, Joch, Lamanère, Mantet, Marquixanes, Montbolo, Montferrer, Prats-de-Mollo-la-Preste, Prunet-et-Belpuig, Py, Reynès, Rigarda, Rodès, Sahorre, Saint-Laurent-de-Cerdans, Saint-Marsal, Saint-Michel-de-Llotes, Serralongue, Taillet, Taulis, Taurinya, Le Tech, Valmanya, Vernet-les-Bains, Vinça. |
| 3  | La Côte sableuse       | 4                           | Canet-en-Roussillon, Saint-Cyprien, Saint-Nazaire, Saleilles. |
| 4  | La Côte salanquaise    | 6                           | Le Barcarès, Claira, Pia, Saint-Hippolyte, Saint-Laurent-de-la-Salanque, Torreilles. |
| 5  | La Côte Vermeille      | 7                           | Argelès-sur-Mer, Banyuls-sur-Mer, Cerbère, Collioure, Palau-del-Vidre, Port-Vendres, Saint-André. |
| 6  | Perpignan-1            | fraction Perpignan          | Partie de la commune de Perpignan située au nord du Têt depuis la limite territoriale de la commune de Saint-Estève, jusqu'à la limite territoriale de la commune de Bompas. |
| 7  | Perpignan-2            | 3 + fraction Perpignan      | 1° Les communes suivantes : Bompas, Sainte-Marie, Villelongue-de-la-Salanque. 2° La partie de la commune de Perpignan située à l'est de l'axe des voies et limites suivantes : depuis la limite territoriale de la commune de Bompas, au sud du Têt et à l'est de la Bassa, la passerelle, cours François-Palmarole, place de la Victoire, rue du Castillet, place Joseph-Sébastien-Pons, rue Pierre-de-Ronsard, rue Michel-de-Montaigne, rue Montesquieu, boulevard Jean-Bourrat, avenue Rosette-Blanc, rue Gustave-Violet, rue Aristide-Maillol, rue de Las-Cobas, rue du Rivage, rue Paul-Rubens, rue des Sept-Primadie, avenue Jean-Mermoz jusqu'à la limite territoriale de la commune de Cabestany. |
| 8  | Perpignan-3            | 1 + fraction Perpignan      | 1° La commune suivante : Cabestany. 2° La partie de la commune de Perpignan située au sud de l'axe des voies suivantes : depuis la limite territoriale de la commune de Cabestany, avenue Jean-Mermoz, rue des Sept-Primadie, rue Paul-Rubens, rue du Rivage, rue Las-Cobas, rue Aristide-Maillol, rue Gustave-Violet, avenue Rosette-Blanc, boulevard Jean-Bourrat, rue Montesquieu, rue Michel-de-Montaigne, rue Pierre-de-Ronsard, place Joseph-Sébastien-Pons, rue du Castillet, place de la Victoire, place de Verdun, pont Magenta, quai Sébastien-Vauban, place Gabriel-Péri, place Arago, rue de la Porte-d'Assaut, place du Pont-d'en-Vestit, rue des Augustins, place des Poilus, rue de la Fusterie, place Hyacinthe-Rigaud, rue Emile-Zola, rue de la Fontaine-Neuve, rue de la Côte-des-Carmes, place Jean-Moulin, rue Jean-Vielledent, boulevard Aristide-Briand, avenue Georges-Guynemer, rond-point du Pou-de-Les-Coulabres, avenue d'Argelès-sur-Mer, rond-point du Moulin-à-Vent, route d'Elne, jusqu'à la limite territoriale de la commune de Saleilles. |
| 9  | Perpignan-4            | fraction Perpignan          | Partie de la commune de Perpignan située au sud de l'axe des voies suivantes : depuis la limite territoriale de la commune de Saleilles, route d'Elne, rond-point du Moulin-à-Vent, avenue d'Argelès-sur-Mer, rond-point du Pou-de-Les-Coulabres, avenue Georges-Guynemer, boulevard Aristide-Briand, rue Jean-Vielledent, place Jean-Moulin, rue de la Côte-des-Carmes, rue de la Fontaine-Neuve, rue Emile-Zola, place Hyacinthe-Rigaud, rue de la Fusterie, place des Poilus, rue des Augustins, place du Pont-d'en-Vestit, rue Grande-la-Monnaie, rue des Sureaux, rue Jean-de-Gazanyola, rue des Archers, rue des-Rois-de-Majorque, rue des Lices, rue du Lieutenant-Pruneta, avenue Gilbert-Brutus, boulevard Félix-Mercader, avenue du Général-Guillaut, rond-point des Baléares, avenue d'Espagne, route du Perthus, jusqu'à la limite territoriale de la commune de Pollestres. |
| 10 | Perpignan-5            | 1 + fraction Perpignan      | 1° La commune suivante : Canohès. 2° La partie de la commune de Perpignan située au sud de l'axe des voies et limites suivantes : depuis la limite territoriale de la commune de Pollestres, route du Perthus, avenue d'Espagne, avenue du Général-Guillaut, boulevard Félix-Mercader, avenue Gilbert-Brutus, rue du Lieutenant-Pruneta, rue des Lices, rue des Rois-de-Majorque, rue des Archers, rue Jean-de-Gazanyola, rue des Sureaux, rue Grande-la-Monnaie, place du Pont-d'en-Vestit, rue de la Porte-d'Assaut, place Arago, place Gabriel-Péri, quai Sébastien-Vauban, rue de Sully, Pont de Guerre, quai de Barcelone, rue Pierre-Cartelet, rue du Maréchal-Foch, boulevard des Pyrénées, cours de la Bassa, jusqu'à la limite territoriale de la commune de Toulouges. |
| 11 | Perpignan-6            | 1 + fraction Perpignan      | 1° La commune suivante : Toulouges. 2° La partie de la commune de Perpignan non incluse dans les cantons de Perpignan-1, Perpignan-2, Perpignan-3, Perpignan-4 et Perpignan-5. |
| 12 | La Plaine d'Illibéris  | 9                           | Alénya, Bages, Corneilla-del-Vercol, Elne, Latour-Bas-Elne, Montescot, Ortaffa, Théza, Villeneuve-de-la-Raho. |
| 13 | Les Pyrénées catalanes | 62                          | Les Angles, Angoustrine-Villeneuve-des-Escaldes, Ayguatébia-Talau, Bolquère, Bourg-Madame, La Cabanasse, Campôme, Canaveilles, Catllar, Caudiès-de-Conflent, Clara, Codalet, Conat, Dorres, Égat, Enveitg, Err, Escaro, Estavar, Eus, Eyne, Font-Romeu-Odeillo-Via, Fontpédrouse, Fontrabiouse, Formiguères, Jujols, Latour-de-Carol, La Llagonne, Llo, Los Masos, Matemale, Molitg-les-Bains, Mont-Louis, Mosset, Nahuja, Nohèdes, Nyer, Olette, Oreilla, Osséja, Palau-de-Cerdagne, Planès, Porta, Porté-Puymorens, Prades, Puyvalador, Railleu, Réal, Ria-Sirach, Saillagouse, Saint-Pierre-dels-Forcats, Sainte-Léocadie, Sansa, Sauto, Serdinya, Souanyas, Targasonne, Thuès-Entre-Valls, Ur, Urbanya, Valcebollère, Villefranche-de-Conflent. |
| 14 | Le Ribéral             | 7                           | Baho, Baixas, Calce, Peyrestortes, Pézilla-la-Rivière, Saint-Estève, Villeneuve-la-Rivière. |
| 15 | La Vallée de l'Agly    | 38                          | Ansignan, Arboussols, Bélesta, Campoussy, Caramany, Cases-de-Pène, Cassagnes, Caudiès-de-Fenouillèdes, Espira-de-l'Agly, Estagel, Felluns, Fenouillet, Fosse, Lansac, Latour-de-France, Lesquerde, Maury, Montner, Opoul-Périllos, Pézilla-de-Conflent, Planèzes, Prats-de-Sournia, Prugnanes, Rabouillet, Rasiguères, Rivesaltes, Saint-Arnac, Saint-Martin-de-Fenouillet, Saint-Paul-de-Fenouillet, Salses-le-Château, Sournia, Tarerach, Tautavel, Trévillach, Trilla, Vingrau, Vira, Le Vivier. |
| 16 | La Vallée de la Têt    | 10                          | Corbère, Corbère-les-Cabanes, Corneilla-la-Rivière, Ille-sur-Têt, Millas, Montalba-le-Château, Néfiach, Saint-Féliu-d'Amont, Saint-Féliu-d'Avall, Le Soler. |
| 17 | Vallespir-Albères      | 13                          | L'Albère, Le Boulou, Céret, Les Cluses, Laroque-des-Albères, Maureillas-las-Illas, Montesquieu-des-Albères, Le Perthus, Saint-Génis-des-Fontaines, Saint-Jean-Pla-de-Corts, Sorède, Villelongue-dels-Monts, Vivès. |

## Tarn(81) - 23 cantons
| N° | Nom du Canton             | Nombre de communes    | Communes composant le canton |
| -- | ------------------------- | --------------------- | --- |
| 1  | Albi-1                    | fraction Albi         | Partie de la commune d'Albi située au nord et à l'est d'une ligne définie par l'axe des voies et limites suivantes : depuis la limite territoriale de la commune de Cambon, chemin de Cambon, rue Henri-Moissan, rond-point, rue de Jarlard, rue Jean-Rieux, rue de la plaine Saint-Martin, rond-point, avenue du Colonel-Teyssier, boulevard de Montebello, place du 8-Mai-1945, boulevard Paul-Bodin, avenue Gambetta, avenue du Maréchal-Foch, place de Verdun, avenue François-Verdier, ligne de chemin de fer jusqu'au cours du Tarn, cours du Tarn jusqu'au pont du Cantepau, route nationale 88, rond-point, chemin de l'Arquipeyre, jusqu'à la limite territoriale de la commune de Lescure-d'Albigeois. |
| 2  | Albi-2                    | 5 + fraction Albi     | 1. Les communes suivantes : Carlus, Puygouzon, Rouffiac, Saliès, Le Sequestre. 2. La partie de la commune d'Albi située au sud et à l'est d'une ligne définie par l'axe des voies et limites suivantes : depuis la limite territoriale de la commune de Cambon, chemin de Cambon, rue Henri-Moissan, rond-point, rue de Jarlard, rue Jean-Rieux, rue de la Plaine-Saint-Martin, rond-point, avenue du Colonel-Teyssier, boulevard de Montebello, place du 8-Mai-1945, boulevard Paul-Bodin, avenue Gambetta, avenue du Maréchal-Foch, place de Verdun, voie ouest de la route départementale 84, avenue du Maréchal-Franchet-d'Espèrey, route vieille de Graulhet jusqu'à la limite territoriale de la commune du Sequestre. |
| 3  | Albi-3                    | 8 + fraction Albi     | 1. Les communes suivantes : Cagnac-les-Mines, Castelnau-de-Lévis, Mailhoc, Marssac-sur-Tarn, Milhavet, Sainte-Croix, Terssac, Villeneuve-sur-Vère. 2. La partie de la commune d'Albi située à l'ouest d'une ligne définie par l'axe des voies et limites suivantes : depuis la limite territoriale de la commune du Sequestre, route vieille de Graulhet, avenue du Maréchal-Franchet-d'Espèrey, voie ouest de la route départementale 84, place de Verdun, avenue François-Verdier, ligne de chemin de fer jusqu'au cours du Tarn, cours du Tarn, jusqu'à la limite territoriale de la commune de Castelnau-de-Lévis. |
| 4  | Albi-4                    | 2 + fraction Albi     | 1. Les communes suivantes : Le Garric, Lescure-d'Albigeois. 2. La partie de la commune d'Albi non incluse dans les cantons d'Albi-1, d'Albi-2 et d'Albi-3. |
| 5  | Carmaux-1 Le Ségala       | 32 + fraction Carmaux | 1. Les communes suivantes : Almayrac, Andouque, Assac, Cadix, Courris, Crespin, Crespinet, Le Dourn, Faussergues, Fraissines, Jouqueviel, Lacapelle-Pinet, Lédas-et-Penthiès, Mirandol-Bourgnounac, Montauriol, Moularès, Padiès, Pampelonne, Rosières, Saint-Cirgue, Saint-Grégoire, Saint-Jean-de-Marcel, Saint-Julien-Gaulène, Saint-Michel-Labadié, Sainte-Gemme, Saussenac, Sérénac, Tanus, Tréban, Trébas, Valderiès, Valence-d'Albigeois. 2. La partie de la commune de Carmaux située au nord d'une ligne définie par l'axe des voies et limites suivantes : à partir de la limite territoriale de la commune de Rosières, cours du Cérou, avenue Albert-Thomas, avenue d'Albi, jusqu'à la limite territoriale de la commune de Blaye-les-Mines. |
| 6  | Carmaux-2 Vallée du Cérou | 39 + fraction Carmaux | 1. Les communes suivantes : Amarens, Blaye-les-Mines, Bournazel, Les Cabannes, Combefa, Cordes-sur-Ciel, Donnazac, Frausseilles, Itzac, Labarthe-Bleys, Labastide-Gabausse, Lacapelle-Ségalar, Laparrouquial, Livers-Cazelles, Loubers, Marnaves, Milhars, Monestiés, Montirat, Montrosier, Mouzieys-Panens, Noailles, Penne, Le Riols, Roussayrolles, Saint-Benoît-de-Carmaux, Saint-Christophe, Saint-Marcel-Campes, Saint-Martin-Laguépie, Saint-Michel-de-Vax, Salles, Le Ségur, Souel, Taïx, Tonnac, Trévien, Tonnac, Trévien, Vaour, Vindrac-Alayrac, Virac. 2. La partie de la commune de Carmaux située au sud d'une ligne définie par l'axe des voies et limites suivantes : à partir de la limite territoriale de la commune de Rosières, cours du Cérou, avenue Albert-Thomas, avenue d'Albi, jusqu'à la limite territoriale de la commune de Blaye-les-Mines. |
| 7  | Castres-1                 | fraction Castres      | La partie de la commune de Castres située au nord et à l'ouest d'une ligne définie par l'axe des voies et limites suivantes : depuis la limite territoriale de la commune de Navès, cours de l'Agout, ligne de chemin de fer de Castelnaudary à Rodez, avenue Albert-Ier, rond-point de Wakefield, rue de l'Amiral-Galiber, boulevard du Maréchal-Foch, place d'Alsace-Lorraine, allée Alphonse-Juin-Maréchal-de-France, boulevard Henri-Sizaire, cours de la Durenque, rue d'Auque, rue Christian-d'Espic, avenue Charles-de-Gaulle (route départementale 612), place Soult, avenue Charles-de-Gaulle, rue Sainte-Foy, rue Sœur-Richard, rue Ernest-Barthe, rue Paul-Barthes, avenue du Lieutenant-Jacques-Desplats, rue Peraudel, boulevard du Maréchal-Joffre, avenue Jean-Moulin, rue Sœur-Audenet, ligne droite perpendiculaire au cours de l'Agout pour rejoindre le point le plus au nord de la rue Sœur-Audenet, cours de l'Agout, avenue de Roquecourbe à partir du ruisseau du Rosé, limite nord de la parcelle cadastrale AR feuille 1, ligne droite jusqu'au chemin du Pont-Saint-Jean, chemin du Pont-Saint-Jean, rue Saint-Jean, chemin de la Fosse jusqu'à la limite nord de la parcelle cadastrale CV feuille 1, ligne joignant les extrémités nord-ouest et nord-est des parcelles cadastrales CV feuille 1 jusqu'au croisement de la route de Puech-Auriol et du chemin des Amialhes, route de Puech-Auriol jusqu'à la jonction des parcelles cadastrales OA feuille 5, HI feuille 1 et CX feuille 1, ligne droite orientée ouest/est jusqu'au chemin rural reliant le chemin des Amialhes jusqu'au ruisseau de Roudil, chemin rural jusqu'au ruisseau de Roudil, ruisseau de Roudil jusqu'à la route de Puech-Auriol, limite nord de la parcelle cadastrale OA feuille 5 jusqu'au chemin de la Fosse, limite sud des parcelles cadastrales 23, 123, 129, 16, 13 et 12 jusqu'au chemin du Rosé, chemin de la Verdarié, avenue d'Albi (route départementale 612), jusqu'à la limite territoriale de la commune de Saint-Germier. |
| 8  | Castres-2                 | 6 + fraction Castres  | 1. Les communes suivantes : Burlats, Montfa, Roquecourbe, Saint-Germier, Saint-Jean-de-Vals, Saint-Salvy-de-la-Balme. 2. La partie de la commune de Castres située au nord et à l'est d'une ligne définie par l'axe des voies et limites suivantes : depuis la limite territoriale de la commune de Saint-Germier, avenue d'Albi (route départementale 612), chemin de la Verdarié, chemin du Rosé, limite sud des parcelles cadastrales 23, 123, 129, 16, 13 et 12 jusqu'au chemin de la Fosse, limite nord de la parcelle cadastrale OA feuille 5 jusqu'à la route de Puech-Auriol, ruisseau de Roudil jusqu'au chemin rural reliant le chemin des Amialhes et le ruisseau de Roudil, ligne droite orientée est/ouest jusqu'à la jonction des parcelles cadastrales OA feuille 5, HI feuille1 et CX feuille 1, route de Puech-Auriol jusqu'au chemin des Amialhes, ligne joignant les extrémités nord-est et nord-ouest de la parcelle cadastrale CV feuille 1 jusqu'au chemin de la Fosse, rue Saint-Jean, chemin du Pont-Saint-Jean, ligne droite jusqu'à la limite nord de la parcelle cadastrale AR feuille 1, limite nord de la parcelle cadastrale AR feuille 1, avenue de Roquecourbe à partir du ruisseau du Rosé, cours de l'Agout, ligne droite perpendiculaire au cours de l'Agout pour rejoindre le point le plus au nord de la rue Sœur-Audenet, rue Sœur-Audenet, avenue Jean-Moulin, boulevard du Maréchal-Joffre, rue Peraudel, avenue du Lieutenant-Jacques-Deplats, rue Paul-Barthes, rue Ernest-Barthe, chemin de Saint-Hippolyte, lotissement des Tuileries (inclus), ligne droite reliant le chemin de Saint-Hippolyte à la Durenque, cours de la Durenque, avenue Charles-de-Gaulle (route départementale 612), route de Mazamet, jusqu'à la limite territoriale de la commune de Lagarrigue. |
| 9  | Castres-3                 | 1 + fraction Castres  | 1. La commune suivante : Navès. 2. La partie de la commune de Castres non incluse dans les cantons de Castres-1 et de Castres-2. |
| 10 | Les Deux Rives            | 18                    | Aussac, Bernac, Cadalen, Castanet, Cestayrols, Fayssac, Fénols, Florentin, Labastide-de-Lévis, Labessière-Candeil, Lagrave, Lasgraisses, Montans, Parisot, Peyrole, Rivières, Senouillac, Técou. |
| 11 | Gaillac                   | 3                     | Brens, Broze, Gaillac. |
| 12 | Graulhet                  | 7                     | Briatexte, Busque, Graulhet, Missècle, Moulayrès, Puybegon, Saint-Gauzens. |
| 13 | Le Haut Dadou             | 31                    | Alban, Ambialet, Arifat, Bellegarde, Curvalle, Fauch, Le Fraysse, Laboutarie, Lamillarié, Lombers, Marsal, Massals, Miolles, Montredon-Labessonnié, Mont-Roc, Mouzieys-Teulet, Orban, Paulinet, Poulan-Pouzols, Rayssac, Réalmont, Ronel, Roumégoux, Saint-André, Saint-Antonin-de-Lacalm, Saint-Lieux-Lafenasse, Sieurac, Teillet, Terre-Clapier, Le Travet, Villefranche-d'Albigeois. |
| 14 | Les Hautes Terres d'Oc    | 26                    | Anglès, Barre, Berlats, Le Bez, Brassac, Cambounès, Castelnau-de-Brassac, Escroux, Espérausses, Ferrières, Gijounet, Lacaune, Lacaze, Lacrouzette, Lamontélarié, Lasfaillades, Le Margnès, Le Masnau-Massuguiès, Moulin-Mage, Murat-sur-Vèbre, Nages, Saint-Pierre-de-Trivisy, Saint-Salvi-de-Carcavès, Senaux, Vabre, Viane. |
| 15 | Lavaur Cocagne            | 23                    | Aguts, Algans, Bannières, Belcastel, Cambon-lès-Lavaur, Cuq-Toulza, Labastide-Saint-Georges, Lacougotte-Cadoul, Lacroisille, Lavaur, Marzens, Massac-Séran, Maurens-Scopont, Montcabrier, Montgey, Mouzens, Péchaudier, Puéchoursi, Roquevidal, Teulat, Veilhes, Villeneuve-lès-Lavaur, Viviers-lès-Lavaur. |
| 16 | Mazamet-1                 | 8 + fraction Mazamet  | 1. Les communes suivantes : Aiguefonde, Aussillon, Boissezon, Caucalières, Lagarrigue, Noailhac, Payrin-Augmontel, Valdurenque. 2. La partie de la commune de Mazamet située à l'ouest d'une ligne définie par l'axe des voies et limites suivantes : à partir de la limite territoriale de la commune d'Aussillon, avenue du Maréchal-Foch, avenue Albert-Rouvières, rue Édouard-Barbey, cours René-Reille, rue Paul-Brénac, boulevard du Maréchal-Soult, avenue Georges-Guynemer, jusqu'à la limite territoriale de la commune d'Aussillon. |
| 17 | Mazamet-2 Vallée du Thoré | 11 + fraction Mazamet | 1. Les communes suivantes : Albine, Bout-du-Pont-de-Larn, Labastide-Rouairoux, Lacabarède, Pont-de-Larn, Le Rialet, Rouairoux, Saint-Amans-Soult, Saint-Amans-Valtoret, Sauveterre, Le Vintrou. 2. La partie de la commune de Mazamet non incluse dans le canton de Mazamet-1. |
| 18 | La Montagne noire         | 15                    | Arfons, Belleserre, Cahuzac, Les Cammazes, Dourgne, Durfort, Escoussens, Labruguière, Lagardiolle, Massaguel, Saint-Affrique-les-Montagnes, Saint-Amancet, Saint-Avit, Sorèze, Verdalle. |
| 19 | Le Pastel                 | 15                    | Appelle, Bertre, Blan, Cambounet-sur-le-Sor, Garrevaques, Lempaut, Lescout, Palleville, Poudis, Puylaurens, Saint-Germain-des-Prés, Saint-Sernin-lès-Lavaur, Saïx, Soual, Viviers-lès-Montagnes. |
| 20 | Plaine de l'Agoût         | 27                    | Brousse, Cabanès, Carbes, Cuq, Damiatte, Fiac, Fréjeville, Jonquières, Laboulbène, Guitalens-L'Albarède, Lautrec, Magrin, Montdragon, Montpinier, Peyregoux, Prades, Pratviel, Puycalvel, Saint-Genest-de-Contest, Saint-Julien-du-Puy, Saint-Paul-Cap-de-Joux, Sémalens, Serviès, Teyssode, Vénès, Vielmur-sur-Agout, Viterbe. |
| 21 | Les Portes du Tarn        | 10                    | Ambres, Coufouleux, Garrigues, Giroussens, Loupiac, Lugan, Saint-Agnan, Saint-Jean-de-Rives, Saint-Lieux-lès-Lavaur, Saint-Sulpice-la-Pointe. |
| 22 | Saint-Juéry               | 7                     | Arthès, Cambon, Cunac, Dénat, Fréjairolles, Labastide-Dénat, Saint-Juéry. |
| 23 | Vignobles et Bastides     | 25                    | Alos, Andillac, Beauvais-sur-Tescou, Cahuzac-sur-Vère, Campagnac, Castelnau-de-Montmiral, Grazac, Larroque, Lisle-sur-Tarn, Mézens, Montdurausse, Montels, Montgaillard, Montvalen, Puycelsi, Rabastens, Roquemaure, Saint-Beauzile, Saint-Urcisse, Sainte-Cécile-du-Cayrou, Salvagnac, La Sauzière-Saint-Jean, Tauriac, Le Verdier, Vieux. |

## Tarn-et-Garonne(82) - 15 cantons
| N° | Nom du Canton             | Nombre de communes entières | Communes composant le canton |
| -- | ------------------------- | --------------------------- | --- |
| 1  | Aveyron-Lère              | 6                           | Bioule, Caussade, Montricoux, Nègrepelisse, Saint-Étienne-de-Tulmont, Vaïssac. |
| 2  | Beaumont-de-Lomagne       | 32                          | Angeville, Auterive, Beaumont-de-Lomagne, Belbèze-en-Lomagne, Bourret, Castelferrus, Le Causé, Comberouger, Cordes-Tolosannes, Coutures, Cumont, Escatalens, Escazeaux, Esparsac, Fajolles, Faudoas, Garganvillar, Gariès, Gimat, Glatens, Goas, Labourgade, Lafitte, Lamothe-Cumont, Larrazet, Marignac, Maubec, Montaïn, Saint-Arroumex, Saint-Porquier, Sérignac, Vigueron. |
| 3  | Castelsarrasin            | 6                           | Barry-d'Islemade, Les Barthes, Castelsarrasin, Labastide-du-Temple, Meauzac, La Ville-Dieu-du-Temple. |
| 4  | Garonne-Lomagne-Brulhois  | 29                          | Asques, Auvillar, Balignac, Bardigues, Castelmayran, Castéra-Bouzet, Caumont, Donzac, Dunes, Gensac, Gramont, Lachapelle, Lavit, Malause, Mansonville, Marsac, Maumusson, Merles, Montgaillard, Le Pin, Poupas, Puygaillard-de-Lomagne, Saint-Aignan, Saint-Cirice, Saint-Jean-du-Bouzet, Saint-Loup, Saint-Michel, Saint-Nicolas-de-la-Grave, Sistels. |
| 5  | Moissac                   | 3                           | Lizac, Moissac, Montesquieu. |
| 6  | Montauban-1               | fraction Montauban          | partie de la commune de Montauban située à l'ouest d'une ligne définie par l'axe des voies et limites suivantes : depuis la limite territoriale de la commune de Bressols, cours du Tarn, Pont-Neuf, avenue Marceau-Hamecher, avenue Chamier, rue Roger-Salengro, avenue Aristide-Briand, ligne de chemin de fer Les Aubrais-Montauban, cours du Tarn, Pont-Vieux, place Antoine-Bourdelle, rue de l'Hôtel-de-Ville, rue du Docteur-Lacaze, place Franklin-Roosevelt, rue Notre-Dame, place du Maréchal-Foch, avenue Léon-Gambetta, place de la Libération, rue Léon-Cladel, avenue du 11e-Régiment-d'Infanterie, avenue de Falguières, rue Henri-Tournié, rue des Primeurs, rue du Colonel-Christian-Gerona, rue du Docteur-Labat, ligne de chemin de fer Les Aubrais-Montauban, chemin de Matras, route départementale 959, chemin Prax-Paris, chemin des Gascous, chemin de Bonnefond, chemin de Fustie, chemin de Bondillou, route de Mirabel, jusqu'à la limite territoriale de la commune de Lamothe-Capdeville. |
| 7  | Montauban-2               | fraction Montauban          | partie de la commune de Montauban située à l'est d'une ligne définie par l'axe des voies et limites suivantes : depuis la limite territoriale de la commune de Lamothe-Capdeville, route de Mirabel, chemin de Bondillou, chemin de Fustie, chemin de Bonnefond, chemin des Gascous, chemin Prax-Paris, route départementale 959, chemin de Matras, ligne de chemin de fer Les Aubrais-Montauban, rue du Docteur-Labat, rue du Colonel-Christian-Gerona, rue des Primeurs, rue Henri-Tournié, avenue de Falguières, avenue du 11e-Régiment-d'Infanterie, rue Léon-Cladel, avenue Léon-Gambetta, faubourg Lacapelle, boulevard Blaise-Doumerc, carrefour du Bicentenaire, boulevard Edouard-Herriot, rue Edouard-Forestié, rue du Ramièrou, avenue de Léojac, autoroute A 20, impasse du Tigné, route de Léojac, jusqu'à la limite territoriale de la commune de Léojac. |
| 8  | Montauban-3               | fraction Montauban          | Partie de la commune de Montauban non comprise dans les cantons de Montauban-1 et de Montauban-2. |
| 9  | Montech                   | 9                           | Albefeuille-Lagarde, Bessens, Bressols, Finhan, Lacourt-Saint-Pierre, Monbéqui, Montbartier, Montbeton, Montech. |
| 10 | Pays de Serres Sud-Quercy | 24                          | Belvèze, Bouloc-en-Quercy, Cazes-Mondenard, Durfort-Lacapelette, Fauroux, Labarthe, Lacour, Lafrançaise, Lauzerte, Miramont-de-Quercy, Montagudet, Montaigu-de-Quercy, Montbarla, Puycornet, Roquecor, Saint-Amans-de-Pellagal, Saint-Amans-du-Pech, Saint-Beauzeil, Sainte-Juliette, Sauveterre, Touffailles, Tréjouls, Valeilles, Vazerac. |
| 11 | Quercy-Aveyron            | 15                          | Albias, Auty, Cayrac, L'Honor-de-Cos, Lamothe-Capdeville, Mirabel, Molières, Montalzat, Montastruc, Montfermier, Montpezat-de-Quercy, Piquecos, Réalville, Saint-Vincent-d'Autéjac, Villemade. |
| 12 | Quercy-Rouergue           | 25                          | Castanet, Caylus, Cayriech, Cazals, Espinas, Féneyrols, Ginals, Labastide-de-Penne, Lacapelle-Livron, Laguépie, Lapenche, Lavaurette, Loze, Monteils, Mouillac, Parisot, Puylagarde, Puylaroque, Saint-Antonin-Noble-Val, Saint-Cirq, Saint-Georges, Saint-Projet, Septfonds, Varen, Verfeil. |
| 13 | Tarn-Tescou-Quercy vert   | 15                          | Bruniquel, Corbarieu, Génébrières, Labastide-Saint-Pierre, Léojac, Monclar-de-Quercy, Nohic, Orgueil, Puygaillard-de-Quercy, Reyniès, Saint-Nauphary, La Salvetat-Belmontet, Varennes, Verlhac-Tescou, Villebrumier. |
| 14 | Valence                   | 17                          | Boudou, Bourg-de-Visa, Brassac, Castelsagrat, Espalais, Gasques, Golfech, Goudourville, Lamagistère, Montjoi, Perville, Pommevic, Saint-Clair, Saint-Nazaire-de-Valentane, Saint-Paul-d'Espis, Saint-Vincent-Lespinasse, Valence. |
| 15 | Verdun-sur-Garonne        | 13                          | Aucamville, Beaupuy, Bouillac, Campsas, Canals, Dieupentale, Fabas, Grisolles, Mas-Grenier, Pompignan, Saint-Sardos, Savenès, Verdun-sur-Garonne. |